# Bahnhof Shinjuku
Der Bahnhof Shinjuku (jap. 新宿駅, Shinjuku-eki) ist ein Bahnhof in der japanischen Hauptstadt Tokio. Er liegt an der Grenze zwischen den Bezirken Shinjuku im Norden und Shibuya im Süden. Shinjuku dient als Hauptknotenpunkt für den Bahnverkehr zwischen den Bezirken Tokios und den dicht besiedelten Vorstädten im westlich davon gelegenen Tama-Gebiet der Präfektur Tokio. Dominierend ist eindeutig der Stadt- und Vorortverkehr, während der Fernverkehr im Vergleich zu anderen Tokioter Bahnhöfen minimal ist und sich im Wesentlichen auf die Chūō-Hauptlinie beschränkt.
Die Hauptanlage von JR East und die direkt angrenzenden Privatbahnen verfügen über insgesamt 35 Bahnsteige. Hinzu kommen ein unterirdisches Einkaufszentrum, eine oberirdische Arkade und zahlreiche Verbindungsgänge. Weitere 17 Bahnsteige (insgesamt 52) in fünf verbundenen Bahnhöfen und U-Bahn-Stationen können erreicht werden, ohne den Komplex verlassen zu müssen. Die gesamte Anlage besitzt weit über 200 Ausgänge. Die durchschnittliche Zahl der Fahrgäste pro Tag beträgt etwa 3,59 Millionen (2018), was Shinjuku zum verkehrsreichsten Bahnhof der Welt macht.

## Umgebung

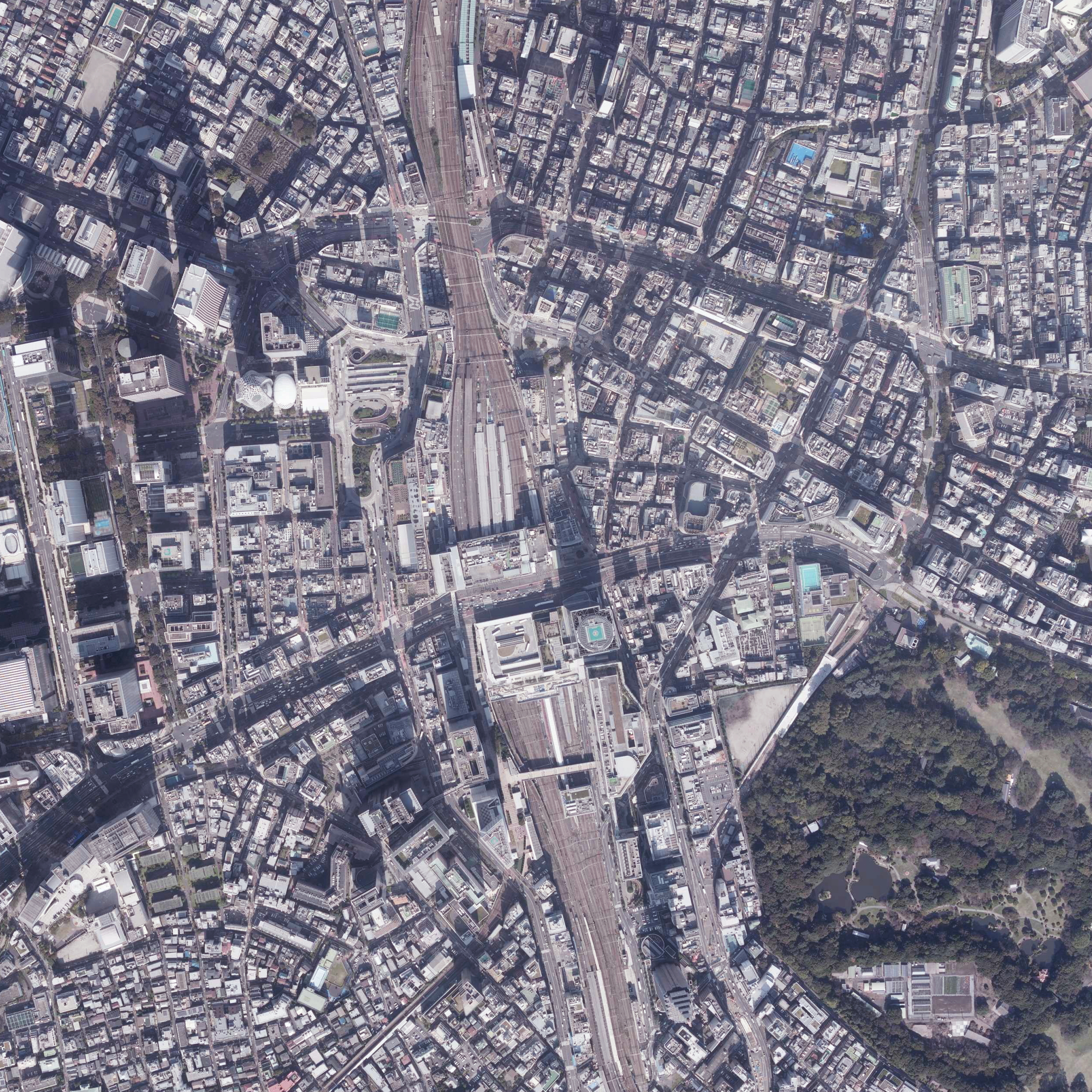
Gleisanlagen und Umgebung

Der Bahnhof liegt am Schnittpunkt mehrerer Stadtteile, die sich über zwei Bezirke erstrecken. Der Stadtteil Shinjuku an der Ostseite umfasst überwiegend Geschäfte, Bürogebäude und öffentliche Einrichtungen. Hier befinden sich mehrere große Kaufhäuser (Depāto), darunter Shinjuku Alta, Isetan, Shinjuku Takano, Books Kinokuniya, Nakamuraya, BICQLO, Marui und Yodobashi Kamera, sowie die unterirdische Ladenpassage Shinjuku Subnade. Nordöstlich des Bahnhofs, jenseits der Hauptstraße Yasukuni-dōri, liegt der Stadtteil Kabukichō. Dieser ist vor allem als Vergnügungs- und Rotlichtviertel bekannt, ist aber auch Standort des Hanazono-Schreins und der Bezirksverwaltung von Shibuya.
Auf der Westseite des Bahnhofs liegt der Stadtteil Nishi-Shinjuku, der von mehreren Wolkenkratzern geprägt wird. Dazu gehören das Tokyo Metropolitan Government Building (Sitz der Präfekturverwaltung), der Mode Gakuen Cocoon Tower, das Shinjuku Center Building, der Shinjuku Park Tower und das Shinjuku Mitsui Building. Der Stadtteil Sendagaya im Südosten ist vor allem für den Park Shinjuku Gyoen bekannt und ist auch Standort des Wolkenkratzers JR Shinjuku Miraina Tower, Yoyogi im Südwesten ist von Büro- und Einkaufsvierteln geprägt. Kabukichō, Nishi-Shinjuku und Shinjuku gehören zum Bezirk Shinjuku, Sendagaya und Yoyogi zum Bezirk Shibuya.

## Anlage
Shinjuku ist ein weitläufiger Komplex, der neben umfangreichen Verkehrsanlagen auch eine Reihe von Kaufhäusern, Einkaufszentren und unterirdischen Gängen umfasst. Den Mittelpunkt bildet der von Norden nach Süden ausgerichtete Bahnhof von JR East. Er entstand in einer natürlichen Geländesenke als Knotenpunkt der ringförmigen Yamanote-Linie mit der westwärts führenden Chūō-Hauptlinie. Parallel zur Yamanote-Linie verlaufen in diesem Bereich die Saikyō-Linie und die Shōnan-Shinjuku-Linie, parallel zur Chūō-Hauptlinie die Chūō-Sōbu-Linie und die Chūō-Schnellbahnlinie. Vier Verbindungsgänge stellen die Verbindung zwischen den Bahnsteigen sowie zu den Haupteingängen im Osten und Westen her: Die Nordpassage und die Zentralpassage (beide unterirdisch), die ebenerdige Halle am Südausgang sowie südlich der Hauptstraße Kōshū Kaidō eine weitere Halle, die den JR Shinjuku Miraina Tower erschließt. Ganz im Norden verbindet die Metro Promenade unter der Hauptstraße Shinjuku-dōri die östlichen und westlichen Teile der unterirdischen Passagen miteinander, jedoch nicht mit den JR-East-Bahnsteigen.

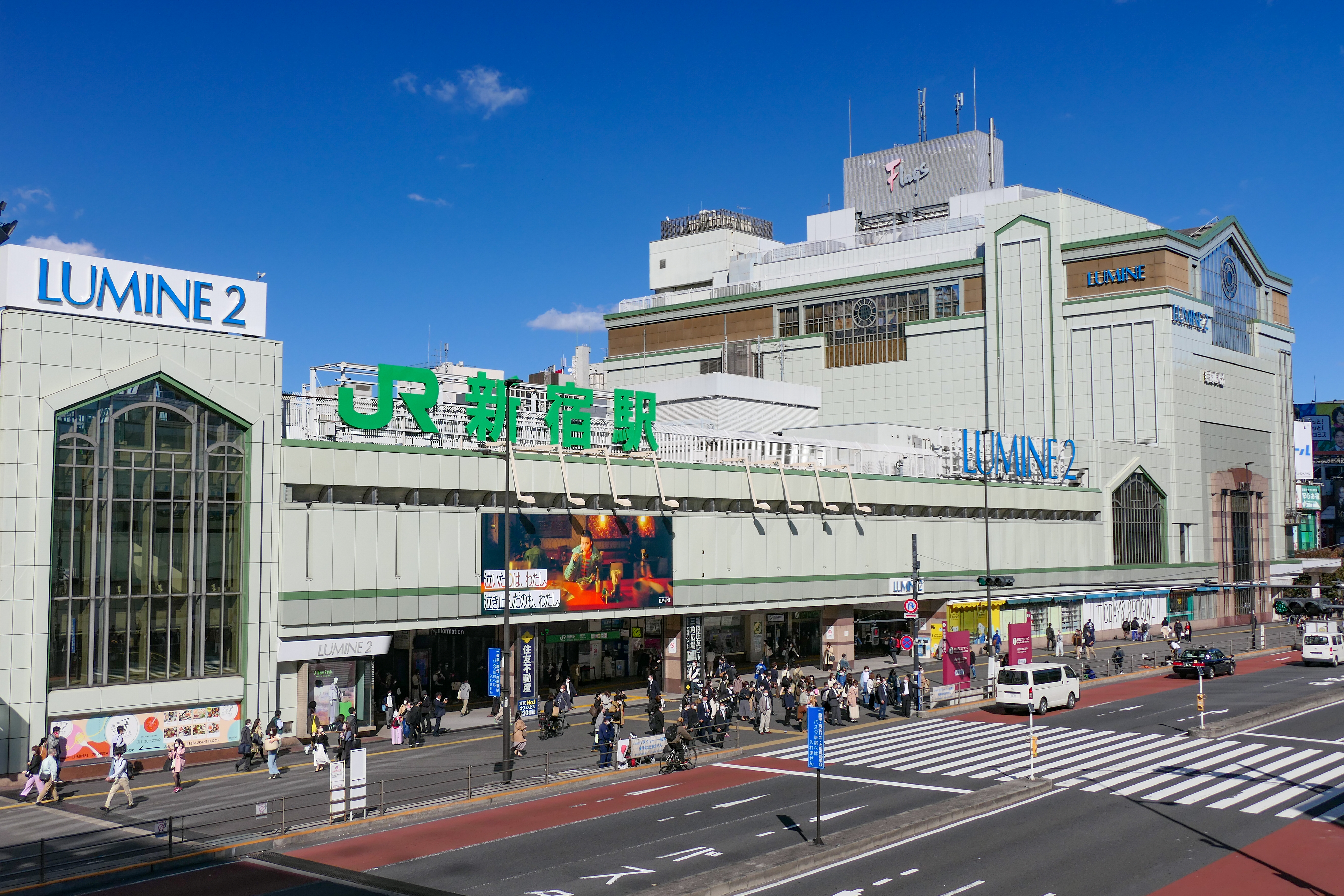
Südlicher Hauptausgang mit den Kaufhäusern Lumine 1 (rechts) und Lumine 2 (links)

Der Bahnhofteil von JR East ist von mehreren Kaufhäusern umgeben. Lumine EST Shinjuku befindet sich in einem zehngeschossigen Gebäude unmittelbar an der Ostseite des Bahnhofs (mit zwei Untergeschossen). Es zählt mehr als 300 Läden, mit einem Schwerpunkt auf Damenmode, Accessoires, Schuhe und gastronomische Angebote. An der Südwestecke beherbergt ein elfstöckiges Gebäude (mit zwei Untergeschossen und einer Dachterrasse) das Lumine 1, das ebenfalls auf Mode spezialisiert ist. Im siebengeschossigen Lumine 2 an der Südostecke sind vor allem Haushaltswaren erhältlich. Das NEWoMan in den unteren Stockwerken des JR Shinjuku Miraina Tower bietet eine breite Auswahl an Modeboutiquen, Lebensmittelgeschäften, Cafés, Bäckereien und Restaurants. Zahlreiche weitere Läden in den Verbindungsgängen sind vor allem auf die Bedürfnisse der Reisenden ausgerichtet.
Unmittelbar westlich des JR-East-Bahnhofteils steht jener von Odakyū Dentetsu. Über den unterirdischen Gleisen erhebt sich das Kaufhaus Odakyu Department Store mit 16 Stockwerken und zwei Untergeschossen. Die dort befindlichen Läden decken ein breites Waren- und Lebensmittelangebot ab. Eine Fußgängerbrücke und Durchgänge verbinden das Gebäude mit dem Odakyu Halc, einem Annexbau für Sportartikel und Elektronik auf der gegenüberliegenden Straßenseite. Am südwestlichen Hauptausgang steht das Mylord, das auf Mode für junge Leute spezialisiert ist und ebenfalls zur Odakyu-Gruppe gehört. Das in die Jahre gekommene Odakyu Department Store soll im September 2022 geschlossen werden. Geplant ist der Bau eines Bürogebäudes mit 48 Stockwerken, das 2029 eröffnet werden soll. Es ist vorgesehen, in der Zwischenzeit soll ein Teil der Verkaufsfläche in den Halc verlegt werden. Ganz im Westen steht über den Gleisanlagen von Keiō Dentetsu das Kaufhaus Keiō Department Store. Es besitzt neun Stockwerke und zwei Untergeschosse, wobei die dort befindlichen Läden eine eher preisbewusste Klientel ansprechen.

## Verbindungen

### Schienenverkehr

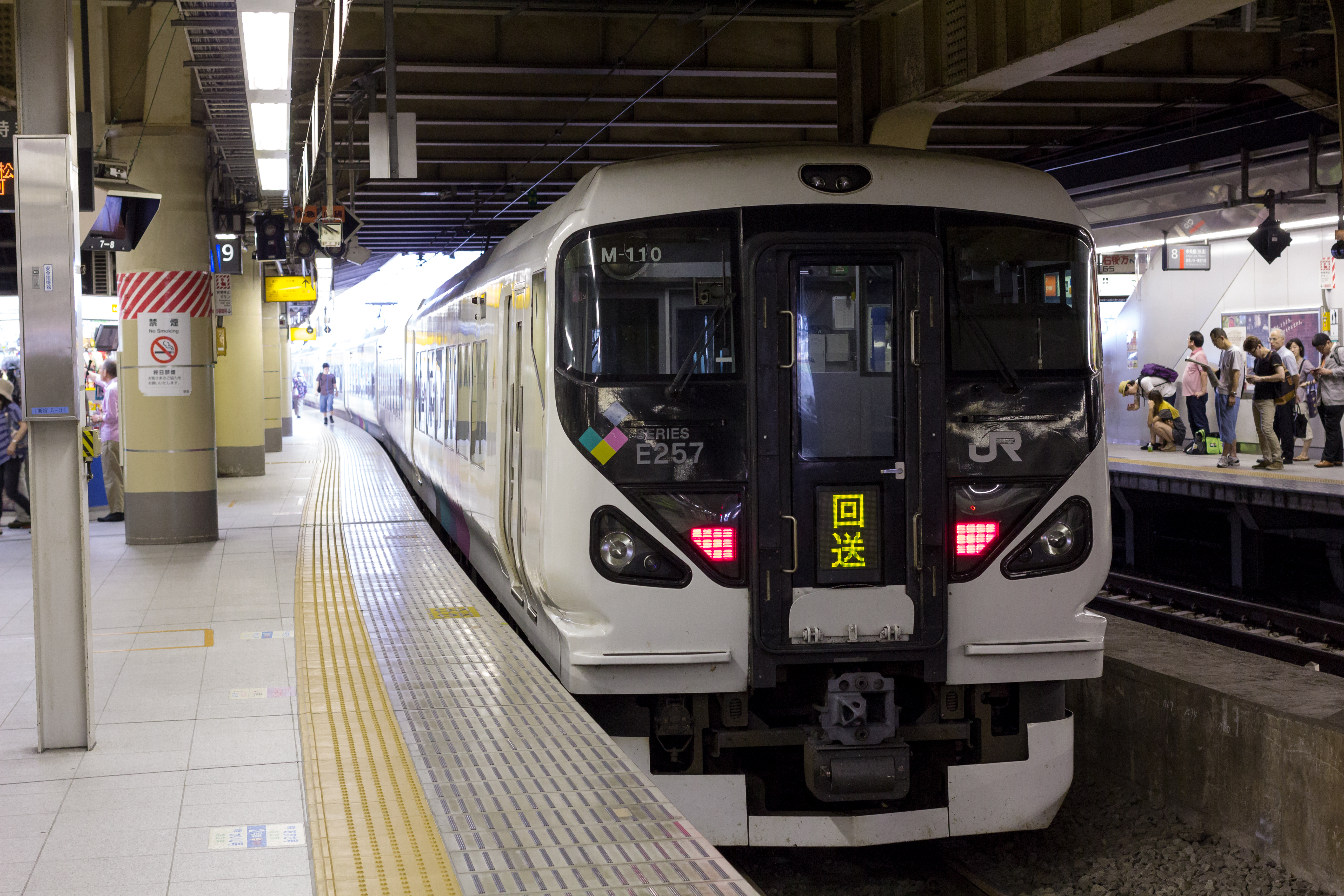
Azusa auf der Chūō-Hauptlinie

Shinjuku ist der bedeutendste Eisenbahnknoten der Hauptstadt Tokio. Hier treffen neun Bahnstrecken dreier verschiedener Bahngesellschaften aufeinander. Als einzige für den Fernverkehr von Bedeutung ist die Chūō-Hauptlinie, die von Osten nach Westen führt, im Bereich des Bahnhofs Shinjuku jedoch von Süden nach Norden verläuft. Der Schnellzug Azusa mit täglich 18 Zugpaaren ermöglicht einen Stundentakt über Kōfu und Okaya nach Shiojiri sowie weiter auf der Shinonoi-Linie nach Matsumoto. Je ein Zugpaar täglich verbindet Tokio mit Matsumoto, Shinjuku mit Minami-Otari (an der Ōito-Linie) und Chiba mit Matsumoto. Zwölfmal täglich verkehrt der Eilzug Kaiji zwischen Shinjuku und Kōfu, hinzu kommen täglich zwei Eilzugpaare Fuji Kaiyū (富士回遊) von Shinjuku nach Kawaguchiko an der Fujikyūkō-Linie. Alle 30 bis 60 Minuten verbindet der Narita Express den Flughafen Tokio-Narita mit Shinjuku und Ikebukuro, wobei einzelne Züge ab dort weiter nach Ōmiya oder Takao verkehren.
Auf der Chūō-Hauptlinie verkehren zahlreiche beschleunigte Vorortzüge der Chūō-Schnellbahnlinie vom Tokio nach Takao oder Ome. Zwischen Mitaka und Ochanomizu sorgt die parallel verlaufende Chūō-Sōbu-Linie für einen dichten Takt von Nahverkehrszügen. Die Chūō-Linien kreuzen sich in Shinjuku mit der Yamanote-Linie, die ringförmig rund um die gesamte Innenstadt verläuft und zu den am intensivsten genutzten Bahnstrecken der Welt gehört. Auf den Gleisen der früheren Yamanote-Güterlinie fahren die Züge der Saikyō-Linie und der Shōnan-Shinjuku-Linie, die das Angebot auf dem westlichen Teil der Yamanote-Linie ergänzen. JR East und Tōbu Tetsudō betreiben gemeinsam die Schnellzüge Spacia Nikkō und Spacia Kinugawa, die von Shinjuku aus viermal täglich zu den Touristenorten Nikkō und Kinugawa Onsen in der nördlich gelegenen Präfektur Tochigi fahren.
Die Odakyū Odawara-Linie der Bahngesellschaft Odakyū Dentetsu führt von Shinjuku aus in südwestlicher Richtung in die Regionen Shōnan und Hakone in der Präfektur Kanagawa. Neben einem intensiven Vorortverkehr werden auch die in ganz Japan bekannten Romancecar-Schnellzüge nach Hakone-Yumoto angeboten.
In den westlichen Teil der Präfektur Tokio führt die Keiō-Linie der Bahngesellschaft Keiō Dentetsu; diese wird durch die teilweise parallel verlaufende unterirdische Neue Keiō-Linie ergänzt.
Rund 450 Meter nördlich des Bahnhofs Shinjuku steht der Kopfbahnhof Seibu-Shinjuku. Er ist über die Ladenpassagen Metro Promenade und Subnade erreichbar und ist die Endstation der Seibu Shinjuku-Linie, die von der Bahngesellschaft Seibu Tetsudō betrieben wird. Zu den übrigen Strecken besteht keine Gleisverbindung, weshalb dieser Bahnhof als eigenständiges Bauwerk gilt.

### U-Bahn und Bus

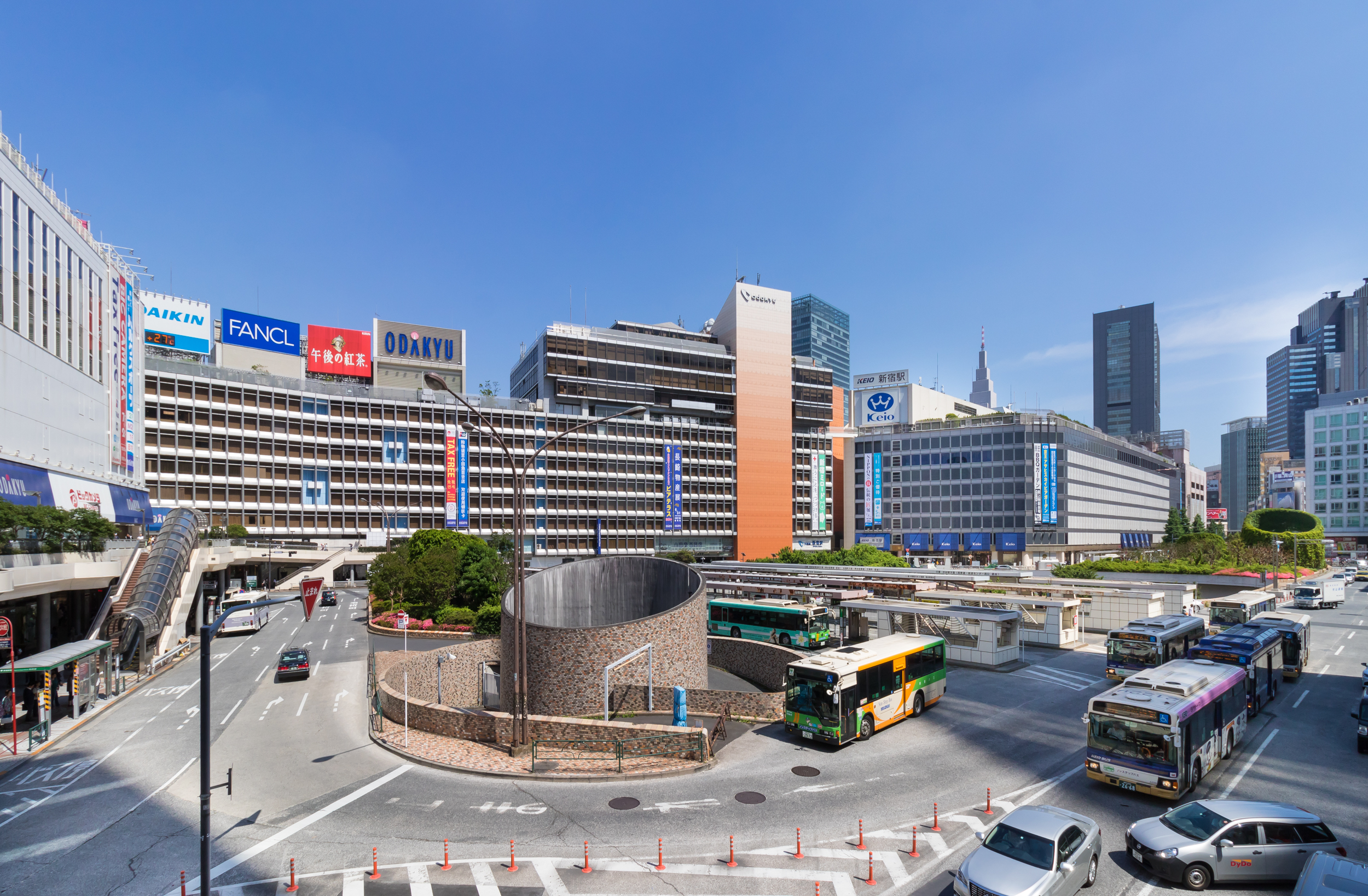
Westlicher Vorplatz mit Busbahnhof

Drei U-Bahn-Linien erschließen den Bahnhof Shinjuku. Die Marunouchi-Linie der Gesellschaft Tōkyō Metro verläuft westwärts nach Ogikubo und Hōnanchō sowie ostwärts in Richtung Ginza und U-förmig wieder nordwestwärts nach Ikebukuro. Die Shinjuku-Linie der Toei-U-Bahn kommt von Osten her aus Richtung Moto-Yawata und wird in Shinjuku zur Neuen Keiō-Linie durchgebunden. Die Toei Ōedo-Linie beginnt im Nordwesten in Hikarigaoka, umfährt das gesamte Stadtzentrum an seiner Süd-, Ost- und Nordseite und endet unweit von Shinjuku in Tochōmae. Über das weit verzweigte Netz von unterirdischen Passagen sind weitere U-Bahnhöfe erreichbar. Es sind dies Shinjuku-Nishiguchi und Tochōmae an der Ōedo-Linie, Nishi-Shinjuku an der Marunouchi-Linie sowie Shinjuku-sanchōme am Kreuzungspunkt von Marunouchi-Linie, Fukutoshin-Linie und Shinjuku-Linie.
Die meisten Bushaltestellen im Bahnhofsbereich sind auf dem westlichen Vorplatz konzentriert, um ein reibungsloses Umsteigen zu ermöglichen. Dort befinden sich 36 Haltestellen für den Nah- und Schnellbusverkehr, die von mehreren Dutzend Linien der Gesellschaften Toei Bus, Kantō Bus Keiō Dentetsu Bus, Odakyū Bus, Seibu Bus und Airport Transport Service bedient werden. Neben dem JR Shinjuku Miraina Tower, gegenüber dem südlichen Hauptausgang des Bahnhofs steht der Shinjuku Expressway Bus Terminal (auch Busta Shinjuku genannt). Er ist Japans größter Busbahnhof und dient hauptsächlich dem Fernbusverkehr, ebenso ist er der wichtigste Taxistand rund um den Bahnhof. Das viergeschossige Gebäude ist die Endstation für Fernbuslinien von über hundert verschiedenen Unternehmen. Bis zur Eröffnung im April 2016 waren die Haltestellen Fernbusse auf 19 verschiedene Standorte rund um den Bahnhof verteilt.

## Gleise

### JR East
Die Einrichtungen für die Strecken von JR East umfassen acht ebenerdige Mittelbahnsteige mit 16 Gleisen auf einer Nord-Süd-Achse, die durch zwei oberirdische und zwei unterirdische Hallen verbunden sind. Im Vergleich zu den fünf westlichen Bahnsteigen liegen die drei östlichen etwas nach Süden versetzt. Die meisten JR-East-Linien sind Stadt- und Vorortlinien, hinzu kommen auch Schnellzüge nach Kōfu und Matsumoto auf der Chūō-Hauptlinie, der Narita Express sowie gemeinsam mit der Tōbu Tetsudō betriebene Schnellzüge nach Nikkō und Kinugawa Onsen. Allein im JR-East-Teil des Bahnhofs werden durchschnittlich 1,5 Millionen Fahrgäste pro Tag abgefertigt.

Gleisplan JR-East-Bahnhofteil (gelb: Chūō-Hauptlinie; grün: Yamanote-Linie; orange: Chūō-Schnellbahnlinie; blau: Yamanote-Güterlinie, Saikyō-Linie, Shōnan-Shinjuku-Linie)

(Durchgangsbahnhof)
| 1     | ▉ Shōnan-Shinjuku-Linie | Yokohama • Ōfuna • Odawara • Zushi                    |
| 2     | ▉ Saikyō-Linie          | Shibuya • Ōsaki • (Rinkai-Linie / Sōtetsu-Hauptlinie) |
| 3     | ▉ Saikyō-Linie          | Ikebukuro • Ōmiya • Kawagoe                           |
| 4     | ▉ Shōnan-Shinjuku-Linie | Ikebukuro • Ōmiya • Utsunomiya / Takasaki             |
| 5/6   | ▉ Narita Express        | Chiba • Flughafen Narita                              |
| 5/6   | ▉ Spacia (Tōbu Tetsudō) | Tōbu-Nikkō / Kinugawa-Onsen                           |
| 7/8   | ▉ Chūō-Schnellbahnlinie | Ochanomizu • Tokio                                    |
| 9/10  | ▉ Chūō-Hauptlinie       | Schnellzüge: Azusa / Fuji Excursion / Kaiji / Ōme     |
| 11/12 | ▉ Chūō-Schnellbahnlinie | Nakano • Tachikawa • Takao                            |
| 13    | ▉ Chūō-Sōbu-Linie       | Ochanomizu • Akihabara • Chiba                        |
| 14    | ▉ Yamanote-Linie        | Shibuya • Shinagawa • Tokio • Ueno                    |
| 15    | ▉ Yamanote-Linie        | Ikebukuro • Tabata • Ueno                             |
| 16    | ▉ Chūō-Sōbu-Linie       | Nakano • Mitaka                                       |

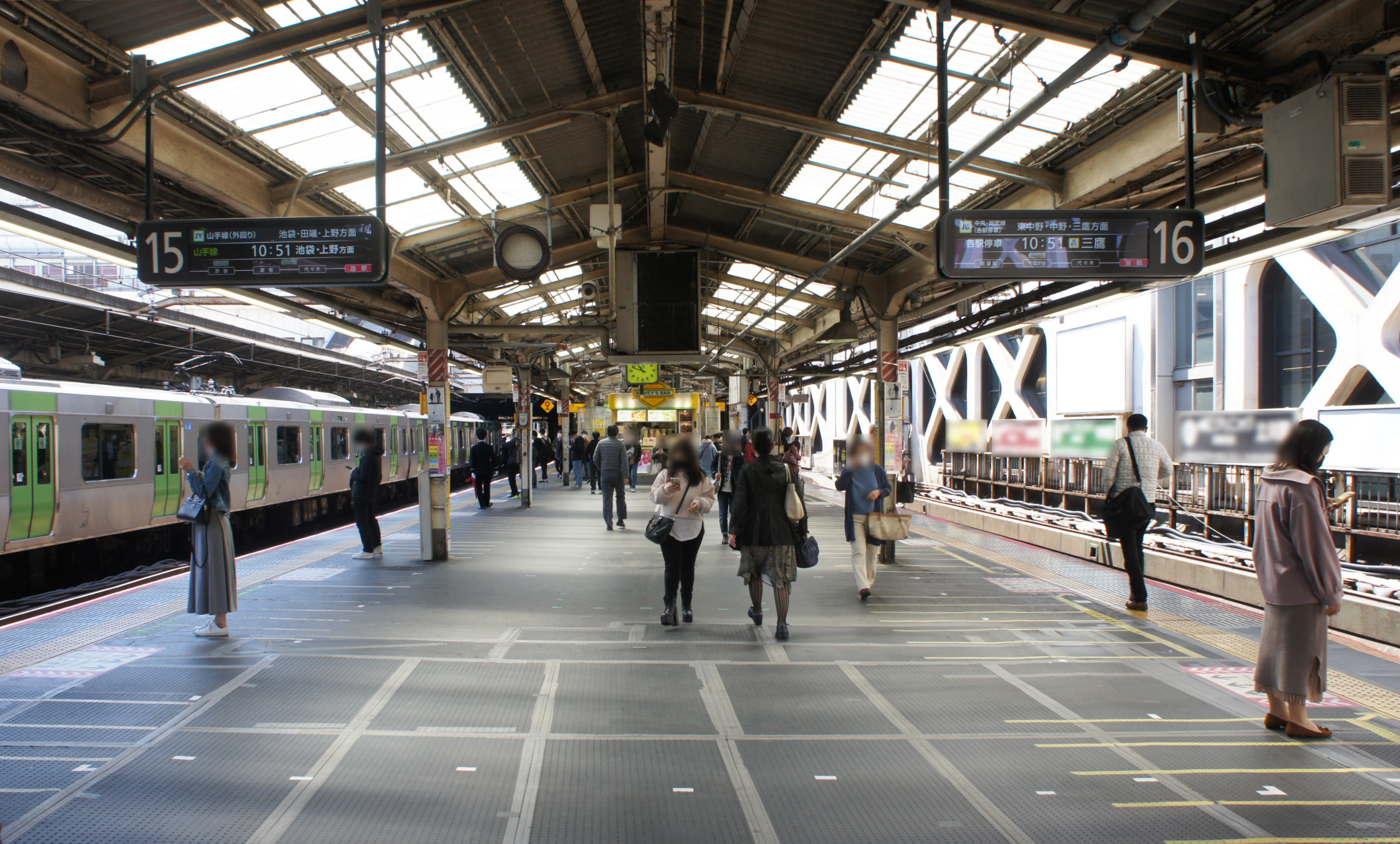
Bahnsteig 15 und 16
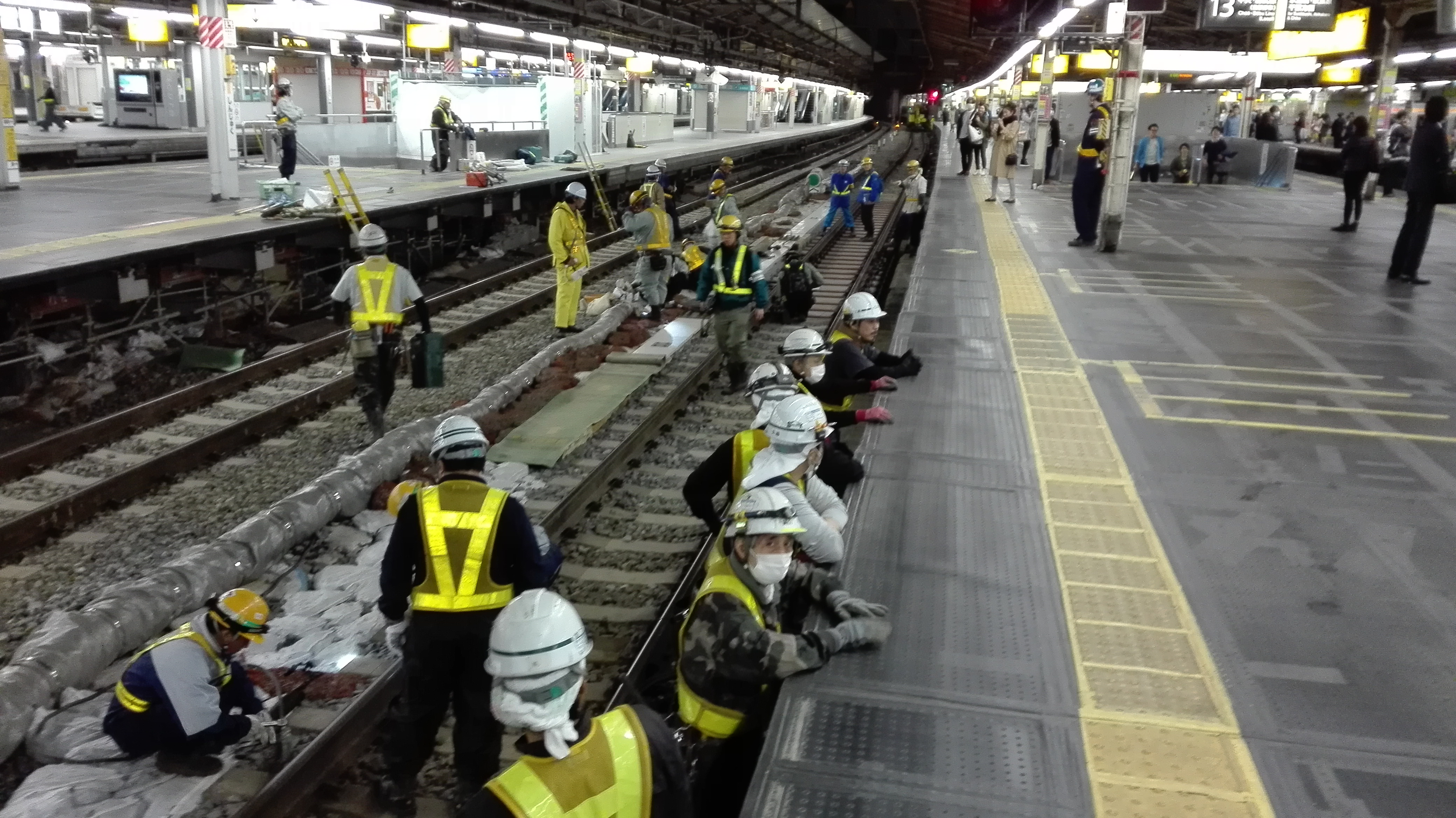
Wartungsarbeiten
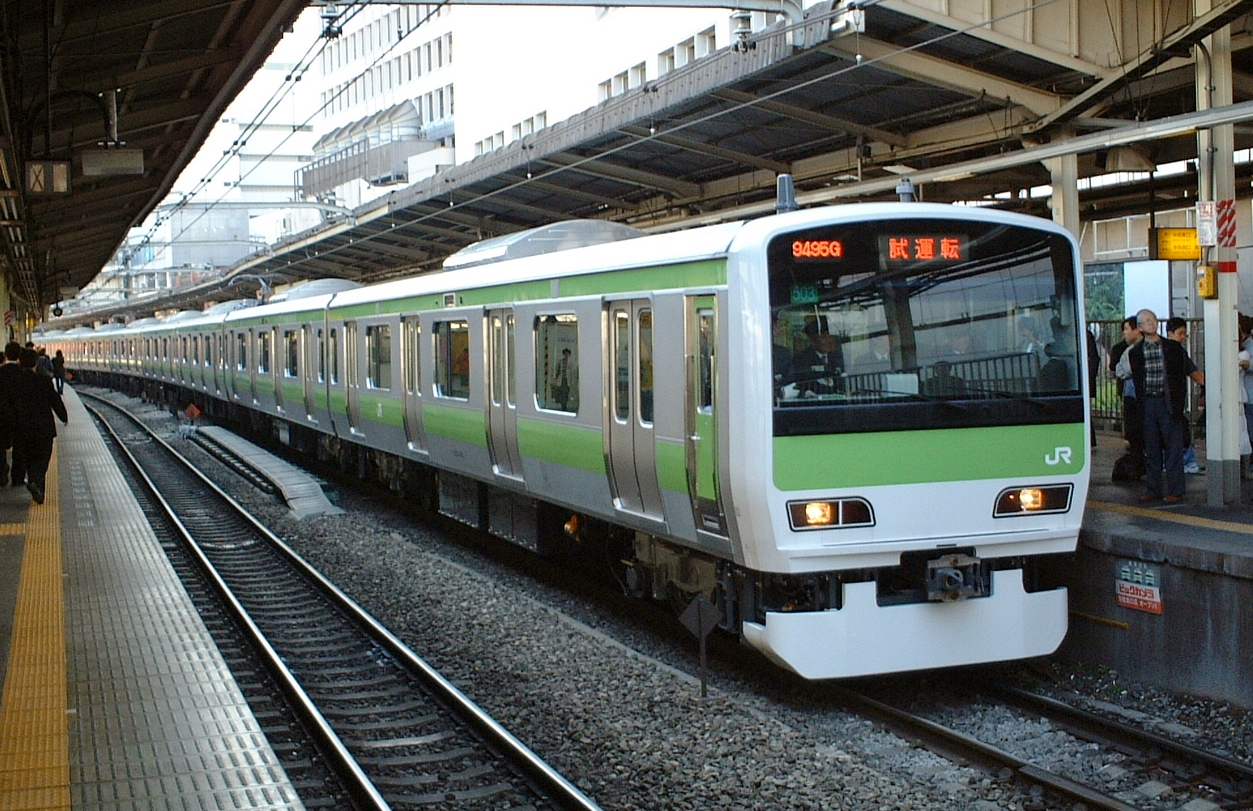
Zug der Yamanote-Linie
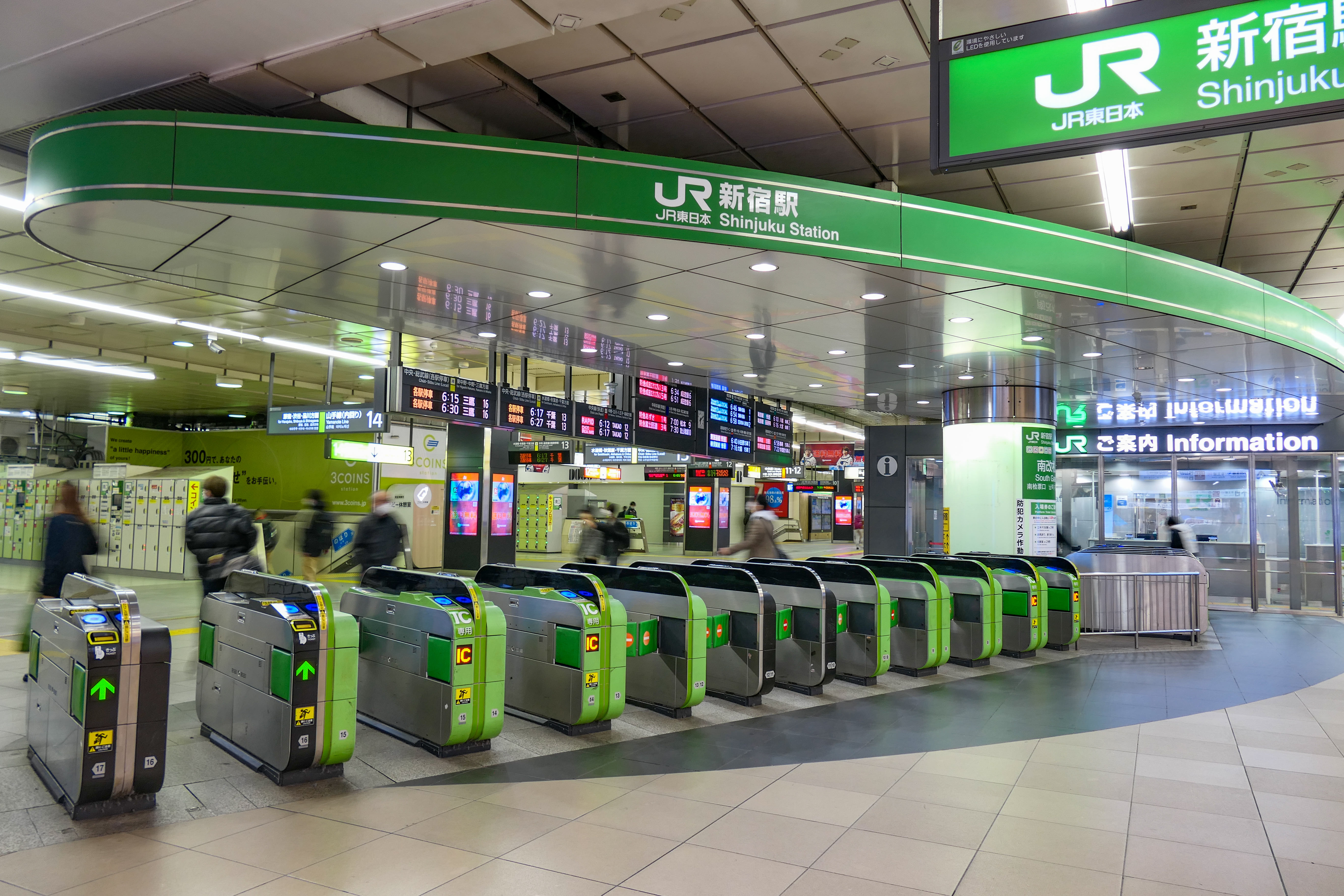
Bahnsteigsperren
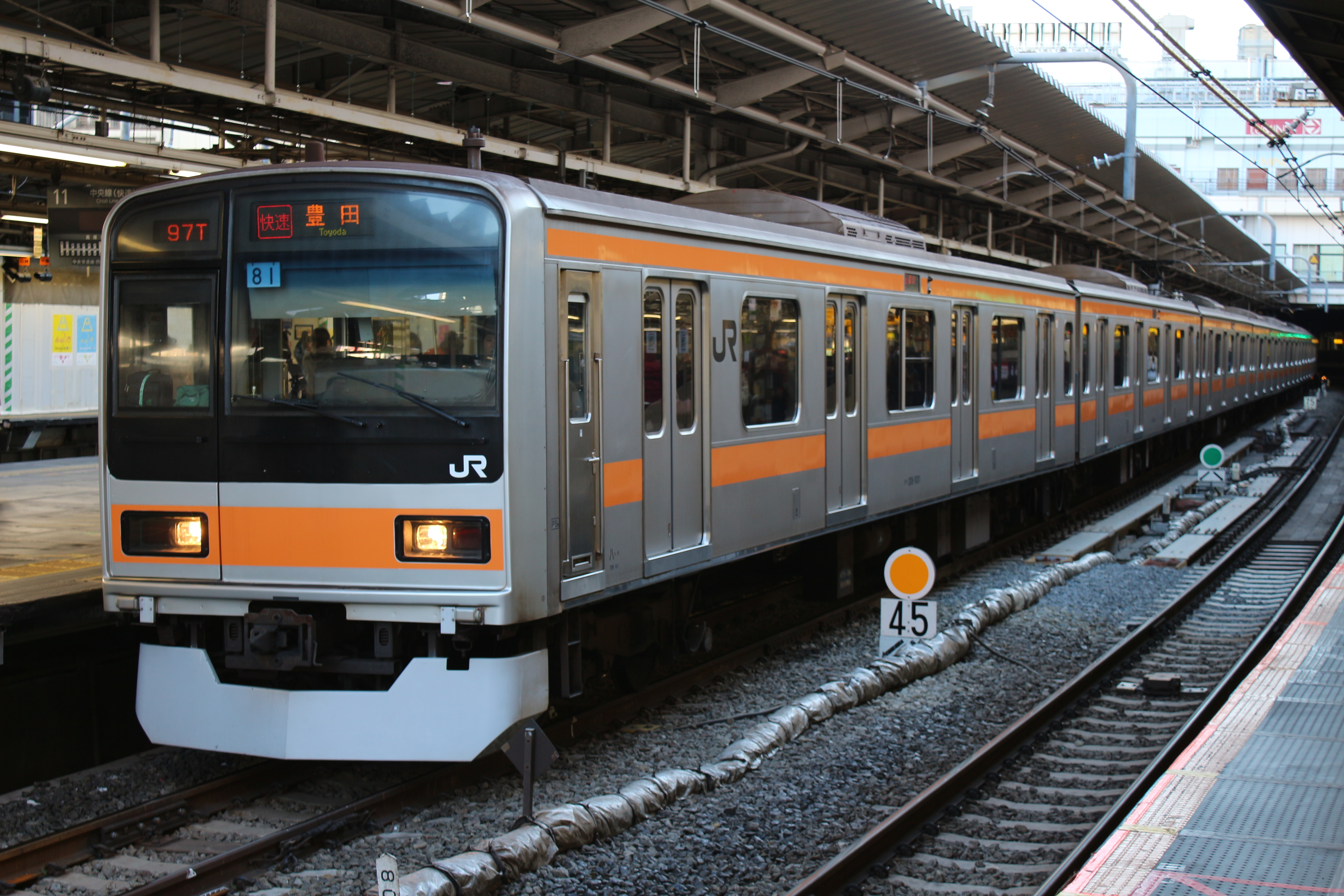
Zug der Chūō-Schnellbahnlinie

### Odakyū Dentetsu
Die Endstation der von der Odakyū Dentetsu betriebenen Odakyū Odawara-Linie liegt parallel zu den JR-East-Bahnsteigen auf der Westseite und bewältigt täglich durchschnittlich eine halbe Million Fahrgäste. Es handelt sich um eine wichtige Pendlerstrecke, die sich in südwestlicher Richtung durch die Vororte und in Richtung der Küstenstadt Odawara und der Berge von Hakone erstreckt. Die zehn Bahnsteige befinden sich auf zwei Ebenen unter dem Kaufhaus Odakyū: drei Schnellzuggleise an sechs Bahnsteigen im Erdgeschoss und zwei Gleise an vier Bahnsteigen für den Lokalverkehr auf der darunter liegenden Ebene. Jedes Gleis besitzt beidseitig Bahnsteige, um die ein- und aussteigenden Fahrgäste vollständig voneinander zu trennen.

Gleisplan Odakyū-Bahnhofteil

(oberer Kopfbahnhof)
| 1   | ▉ Odakyū Odawara-Linie | (nur Ausstieg)                                        |
| 2/3 | ▉ Odakyū Odawara-Linie | Romancecar: Hakone-Yumoto / Gotemba / Katase-Enoshima |
| 4/5 | ▉ Odakyū Odawara-Linie | Eilzüge: Hakone-Yumoto / Karakida / Katase-Enoshima   |
| 6   | ▉ Odakyū Odawara-Linie | (nur Ausstieg)                                        |

(unterer Kopfbahnhof)
| 7   | ▉ Odakyū Odawara-Linie | (nur Ausstieg)                                    |
| 8/9 | ▉ Odakyū Odawara-Linie | Lokalzüge: Shin-Yurigaoka • Karakida / Hon-Atsugi |
| 10  | ▉ Odakyū Odawara-Linie | (nur Ausstieg)                                    |

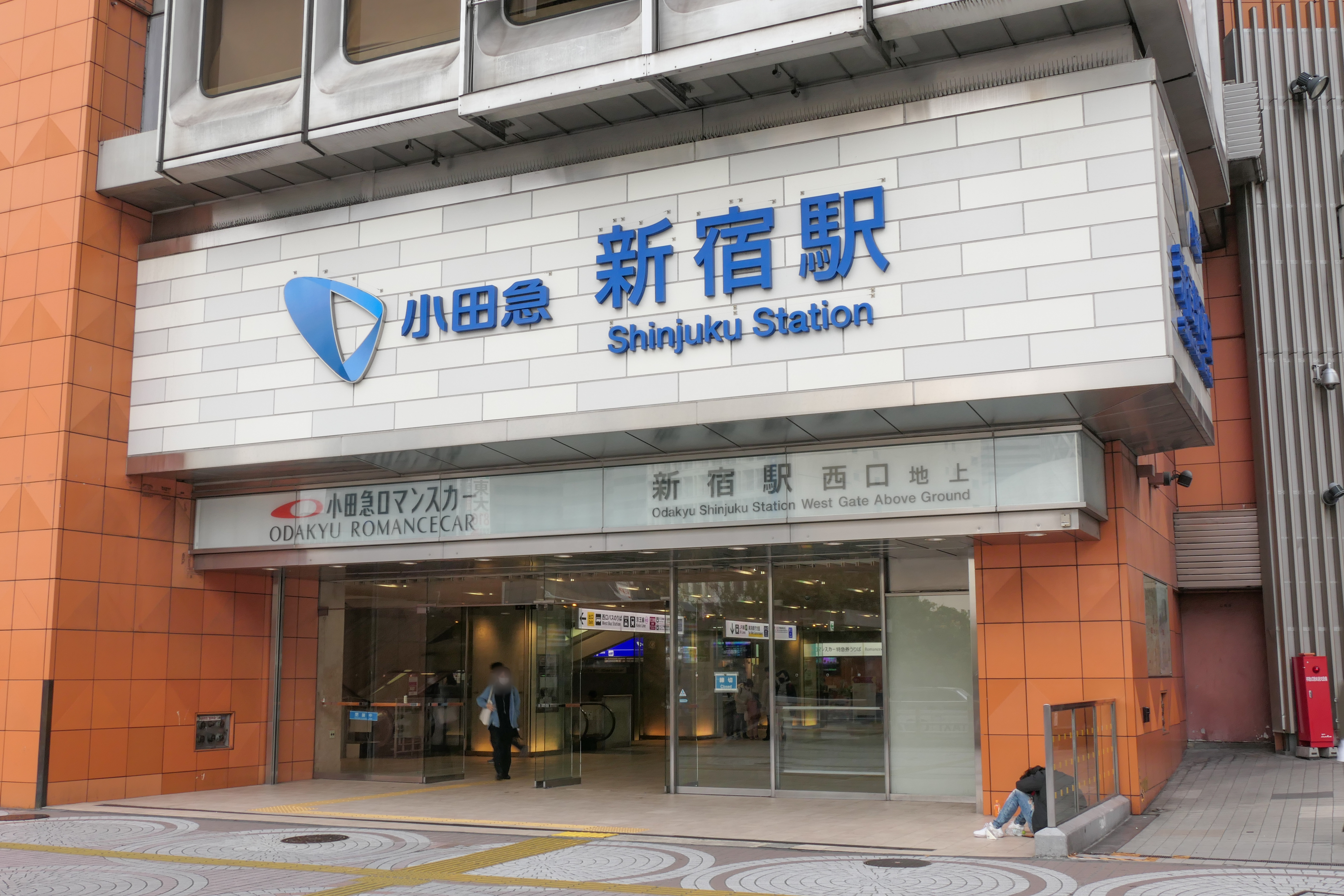
Westeingang
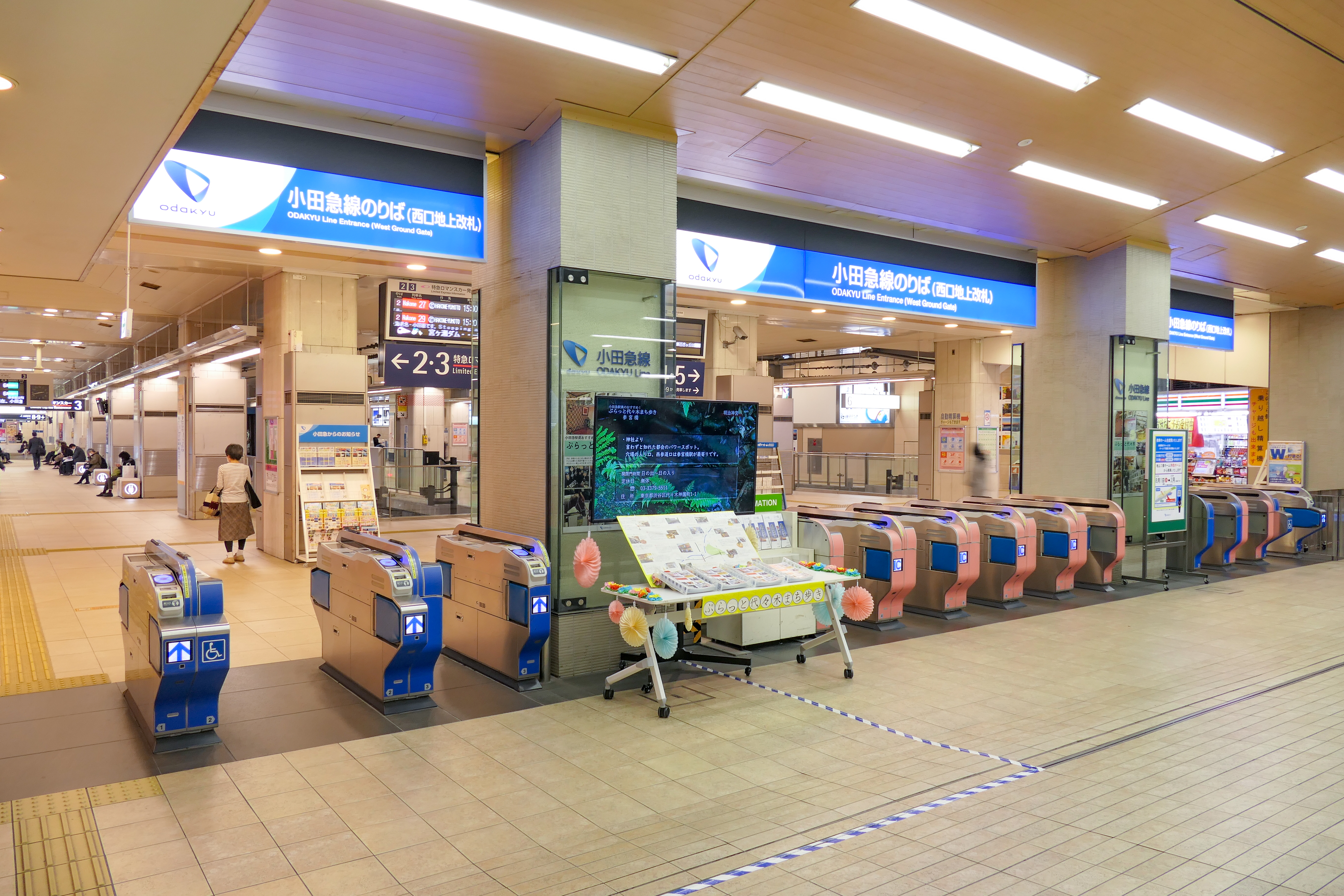
Bahnsteigsperren
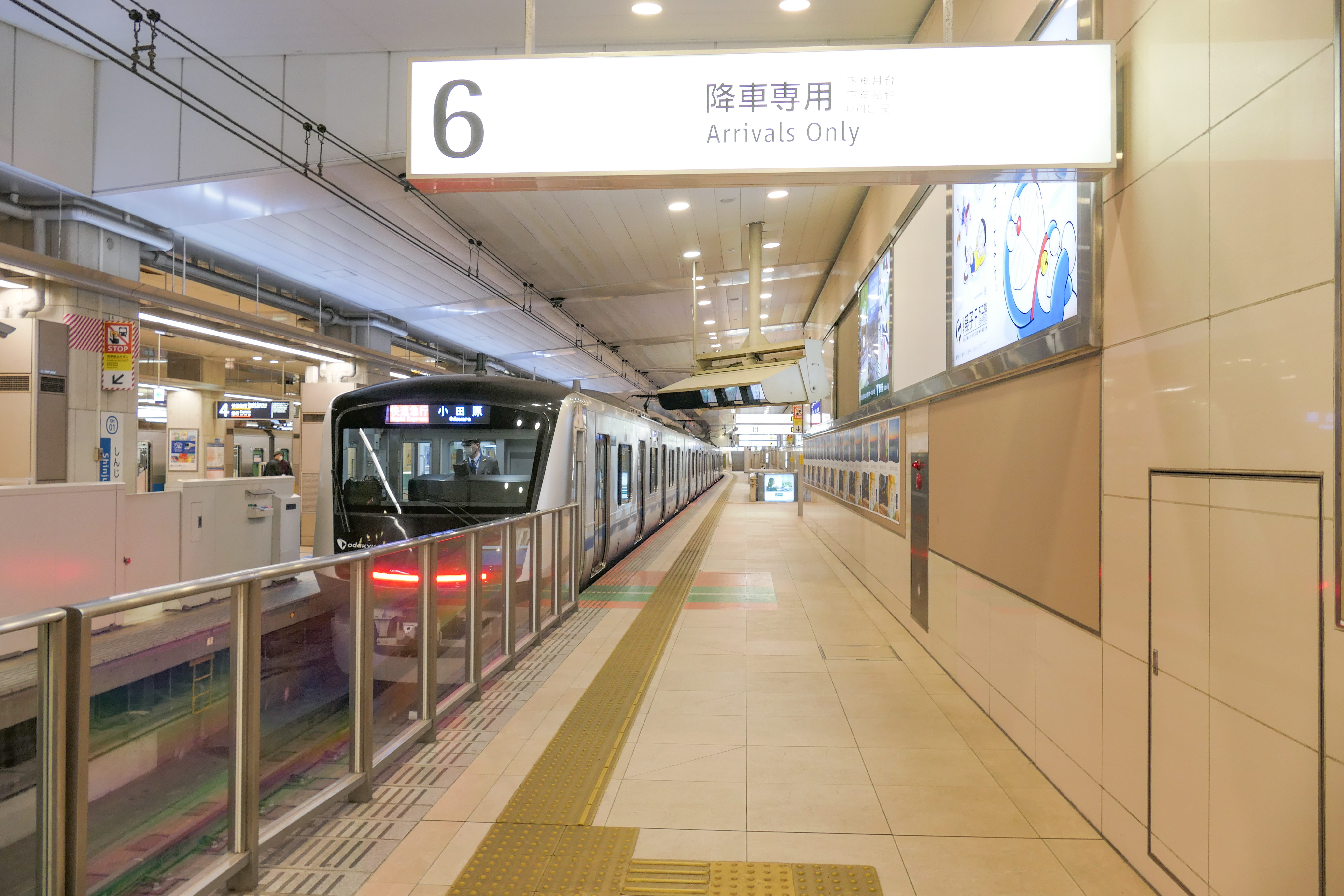
Bahnsteig 6 (obere Ebene)
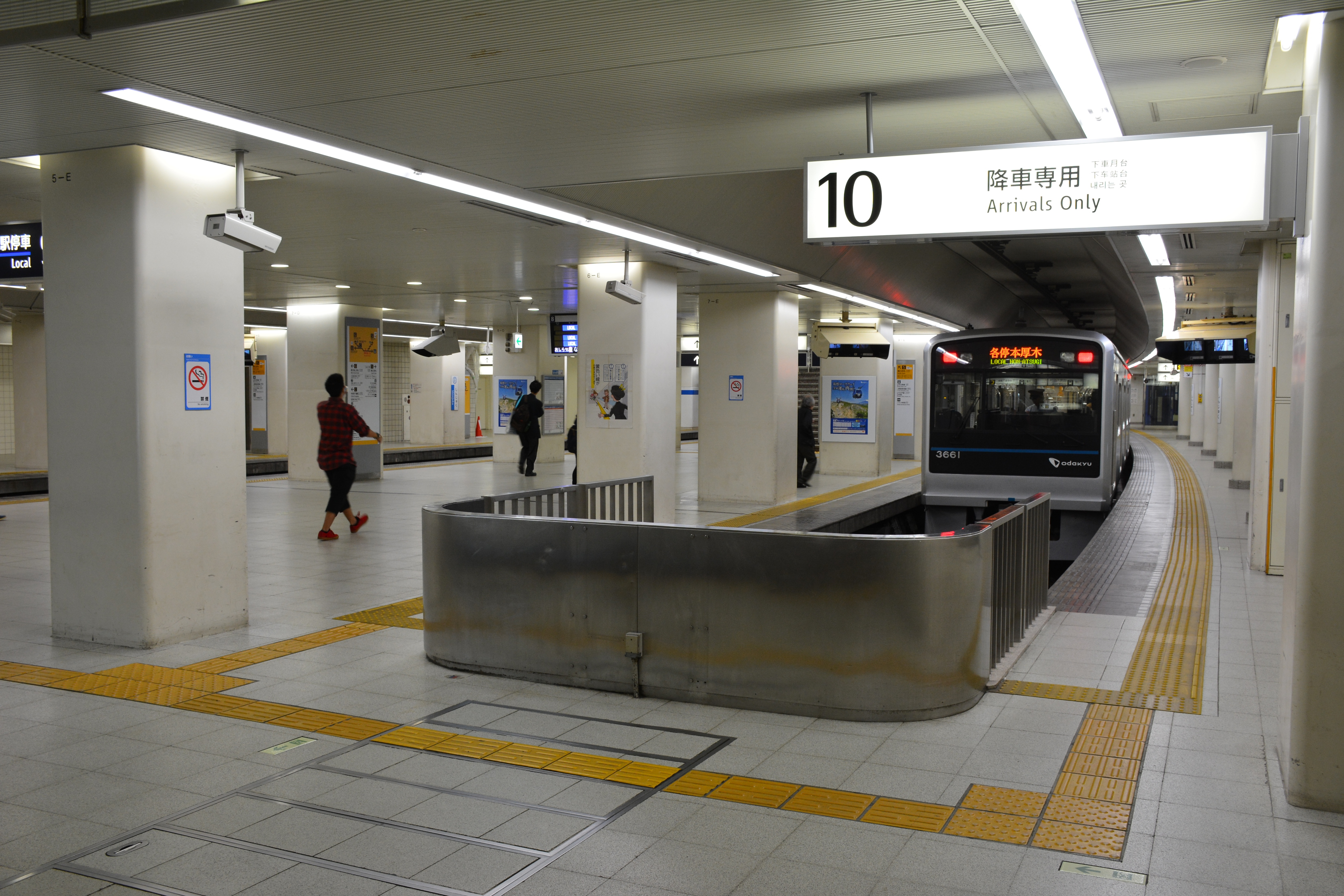
Bahnsteig 10 (untere Ebene)
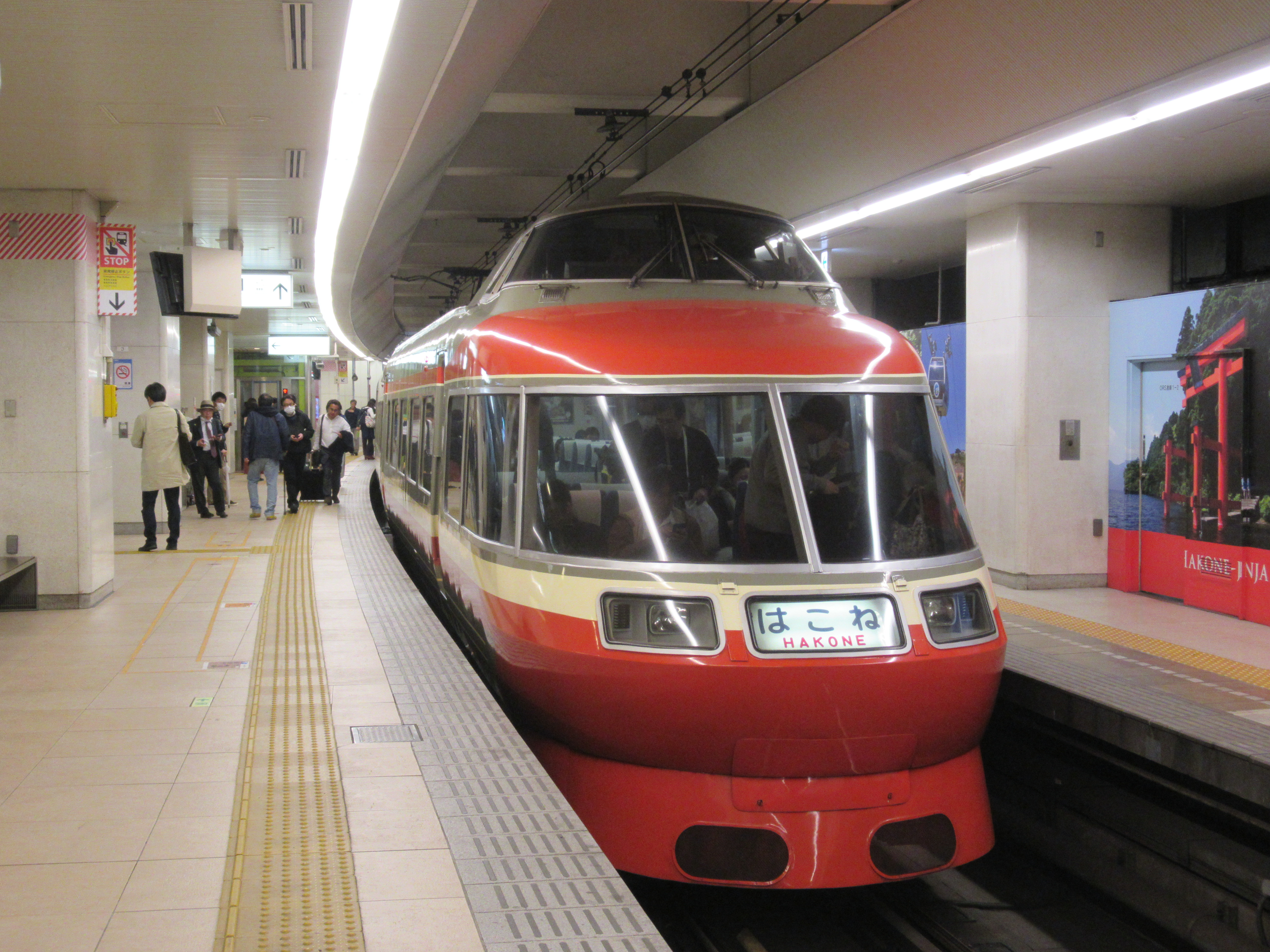
„Romancecar“ (Baureihe 5000)

### Keiō Dentetsu
Die Keiō Dentetsu betreibt zwei Sektionen des Bahnhofs Shinjuku, den älteren Kopfbahnhof der Keiō-Linie und einen separaten Durchgangsbahnhof, der die Neue Keiō-Linie mit der Toei Shinjuku-Linie verbindet. Täglich nutzen fast 800.000 Fahrgäste den Keiō-Komplex, der damit zu den am stärksten frequentierten Bahnhöfen in Japan gehört, die nicht zur JR-Gruppe gehören.
Der Kopfbahnhof der Keiō-Linie befindet sich westlich des Odakyū-Bahnhofs, zwei Stockwerke unter dem Erdgeschoss des Keiō-Kaufhauses. Er umfasst drei Bahnsteigen in Nord-Süd-Richtung. Diese Vorort-Pendlerlinie verbindet Shinjuku mit der Stadt Hachiōji im Westen. Die gemeinsamen Einrichtungen für die Toei Shinjuku U-Bahn-Linie und der Neuen Keiō-Linie tragen den Namen Shinsen Shinjuku-eki (新線新宿駅, engl. Keiō New Line Shinjuku Station) und bestehen aus zwei Bahnsteigen, die sich in Ost-West-Richtung fünf Stockwerke unterhalb der Kōshū-Kaidō-Allee südwestlich der JR-East-Sektion erstrecken.
(Kopfbahnhof)
| 1/2 | ▉ Keiō-Linie | Chōfu • Hashimoto / Keiō-Hachiōji / Takaosanguchi |
| 3   | ▉ Keiō-Linie | (nur Ausstieg)                                    |

(Durchgangsbahnhof)
| 4 | ▉ Neue Keiō-Linie | Meidaimae • Chōfu • Hashimoto                       |
| 5 | Shinjuku-Linie    | Ichigaya • Jimbōchō • Bakuro-yokoyama • Moto-Yawata |

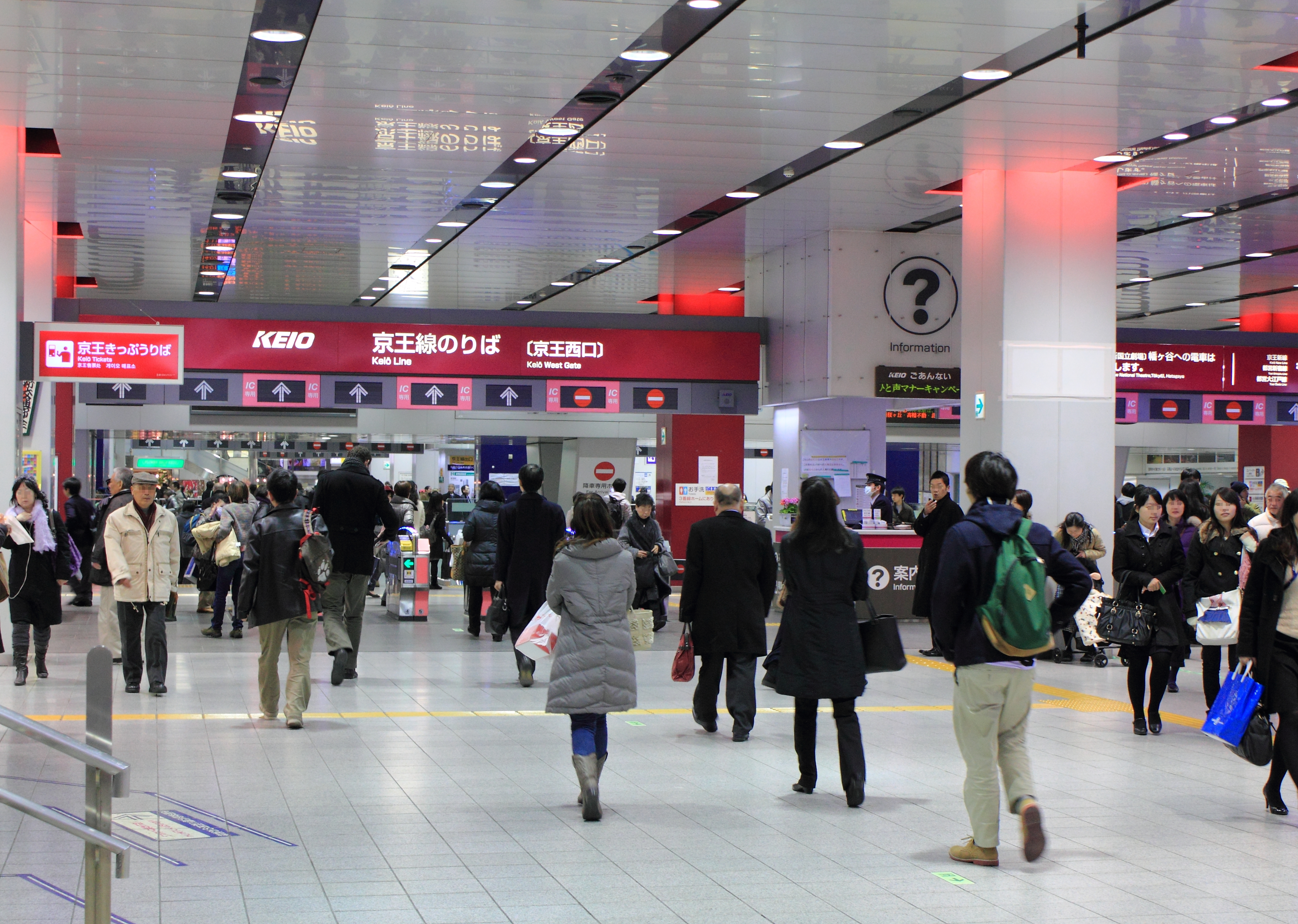
Vorhalle
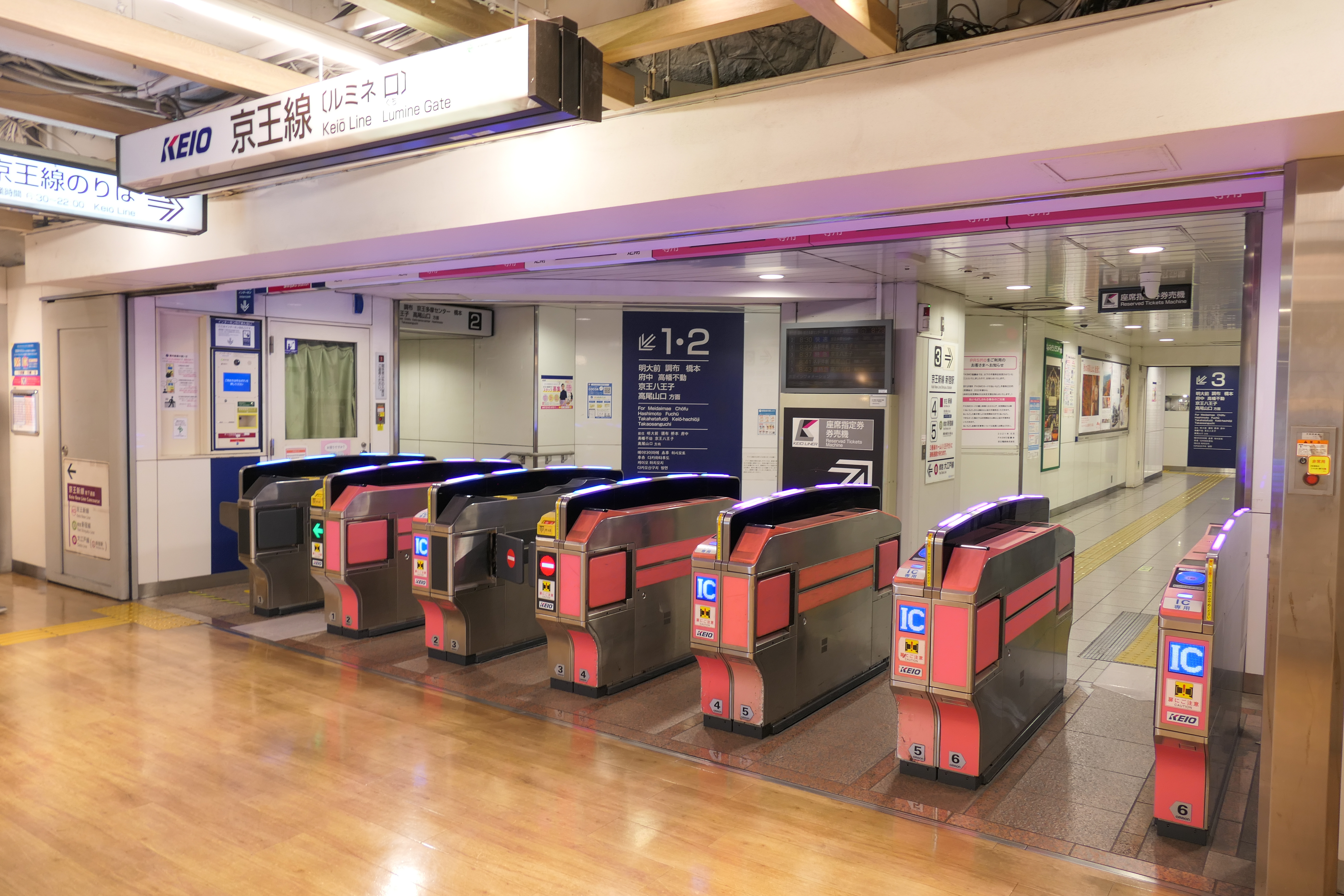
Bahnsteigsperren
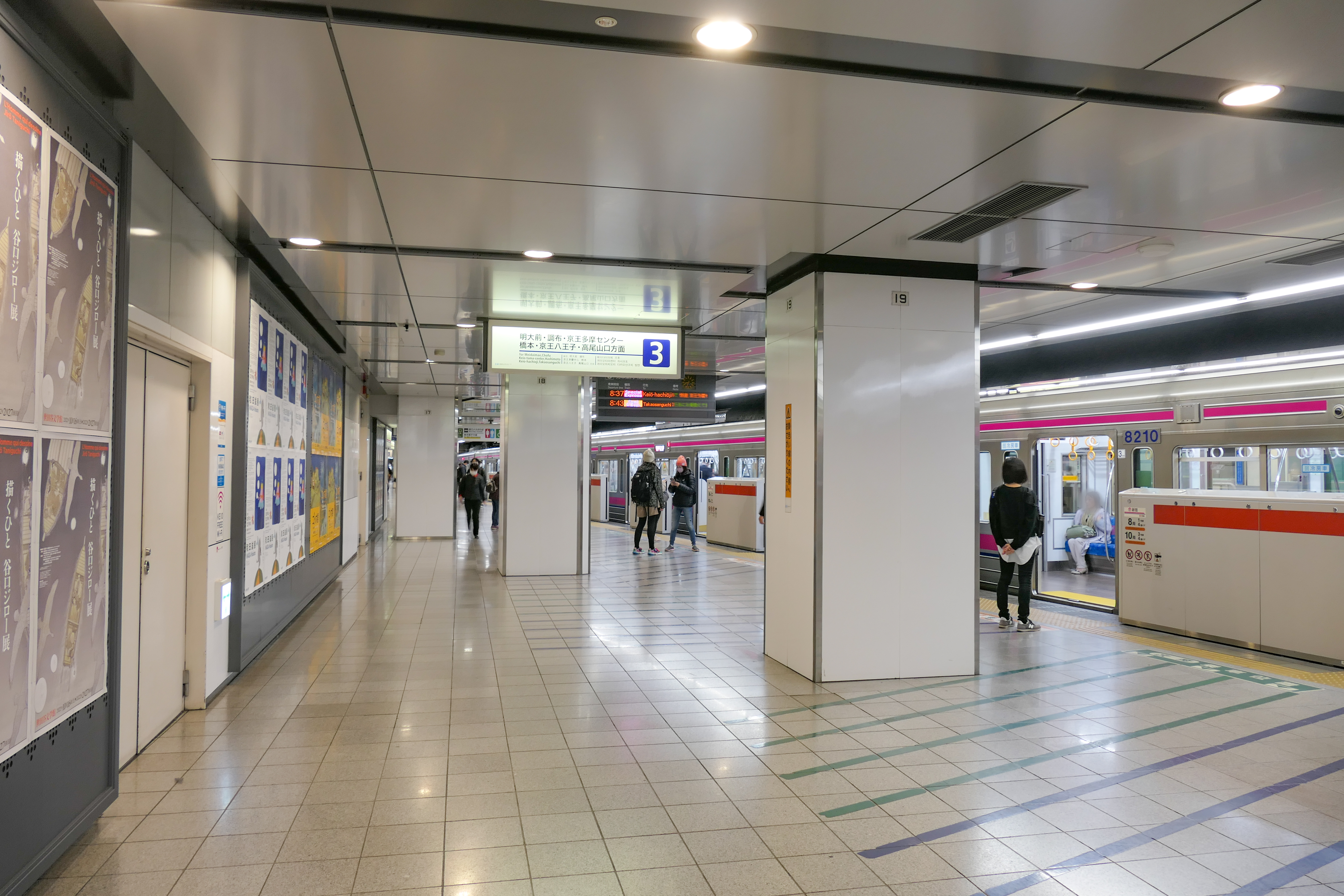
Bahnsteig (Kopfbahnhof)
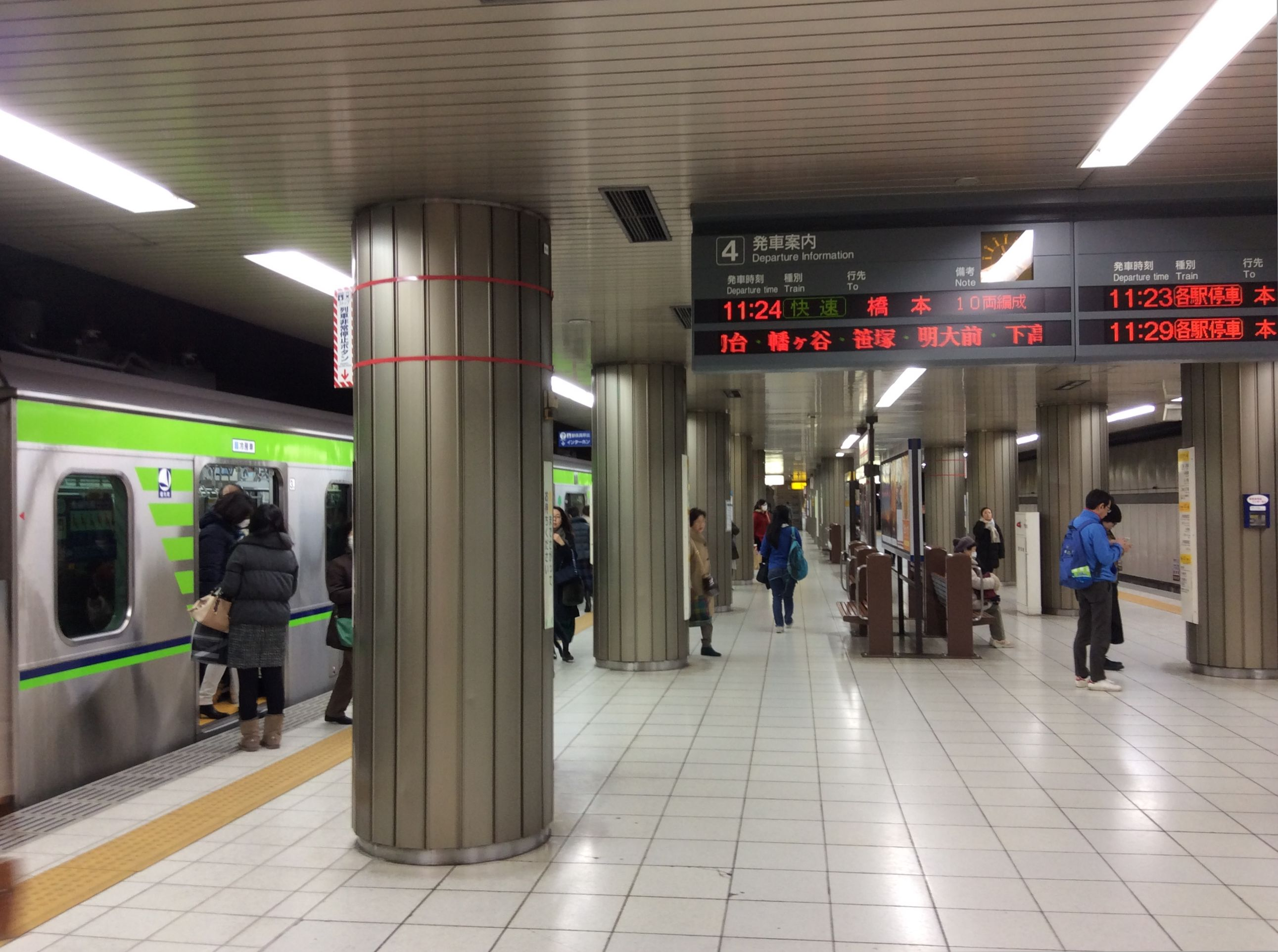
Durchgangsbahnhof
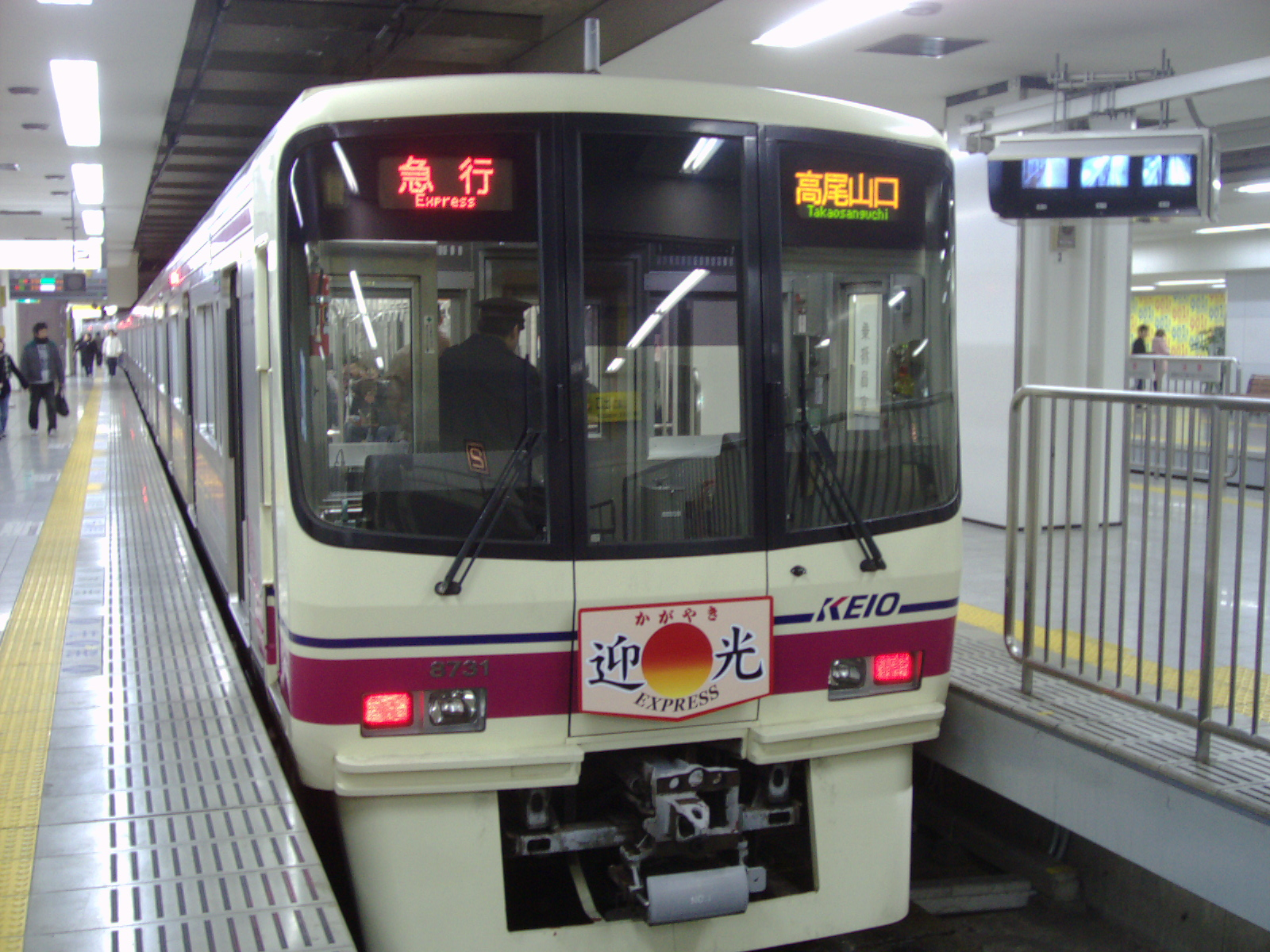
Zug der Baureihe 8000

### Toei

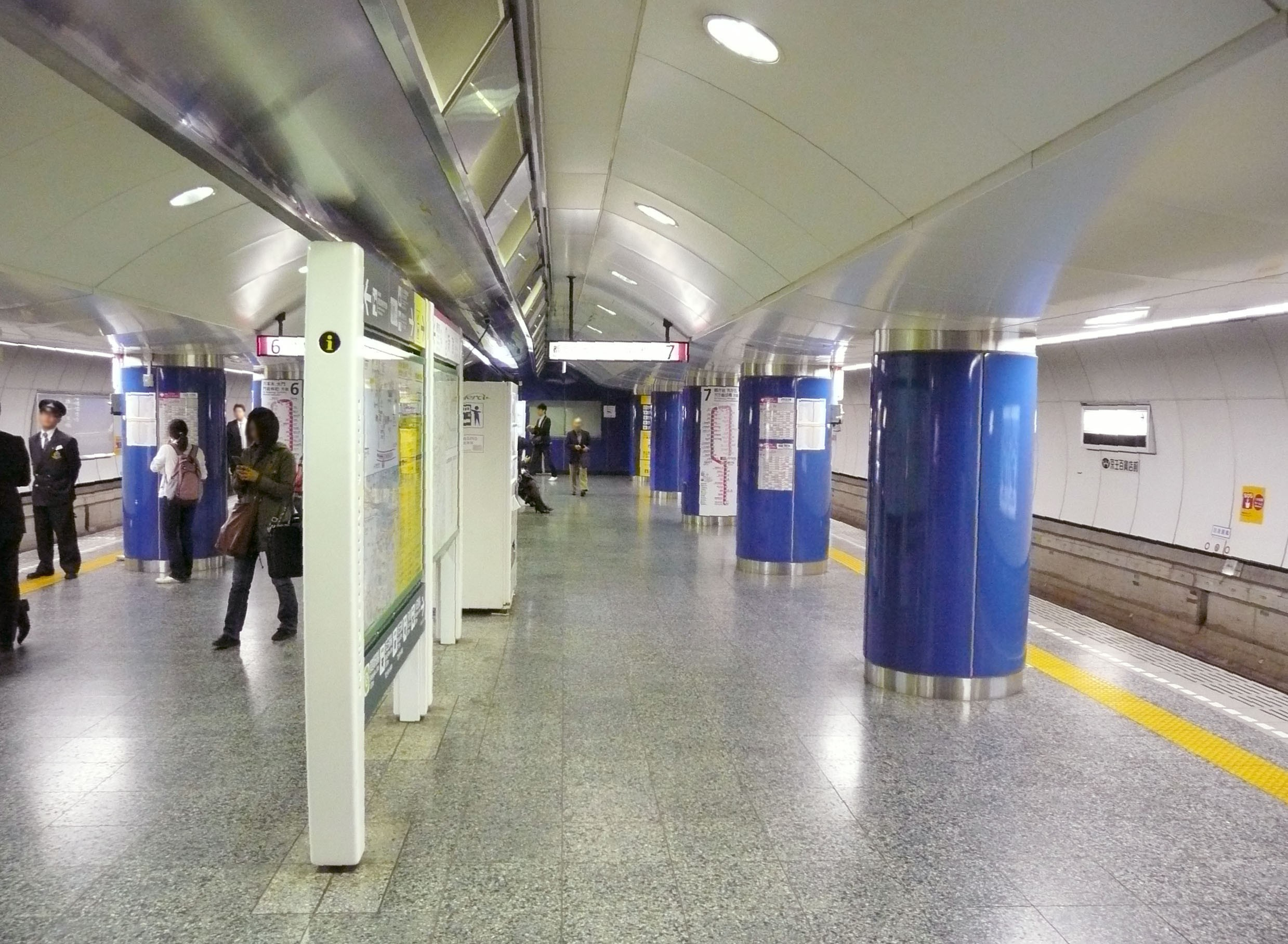
Bahnsteig der Ōedo-Linie

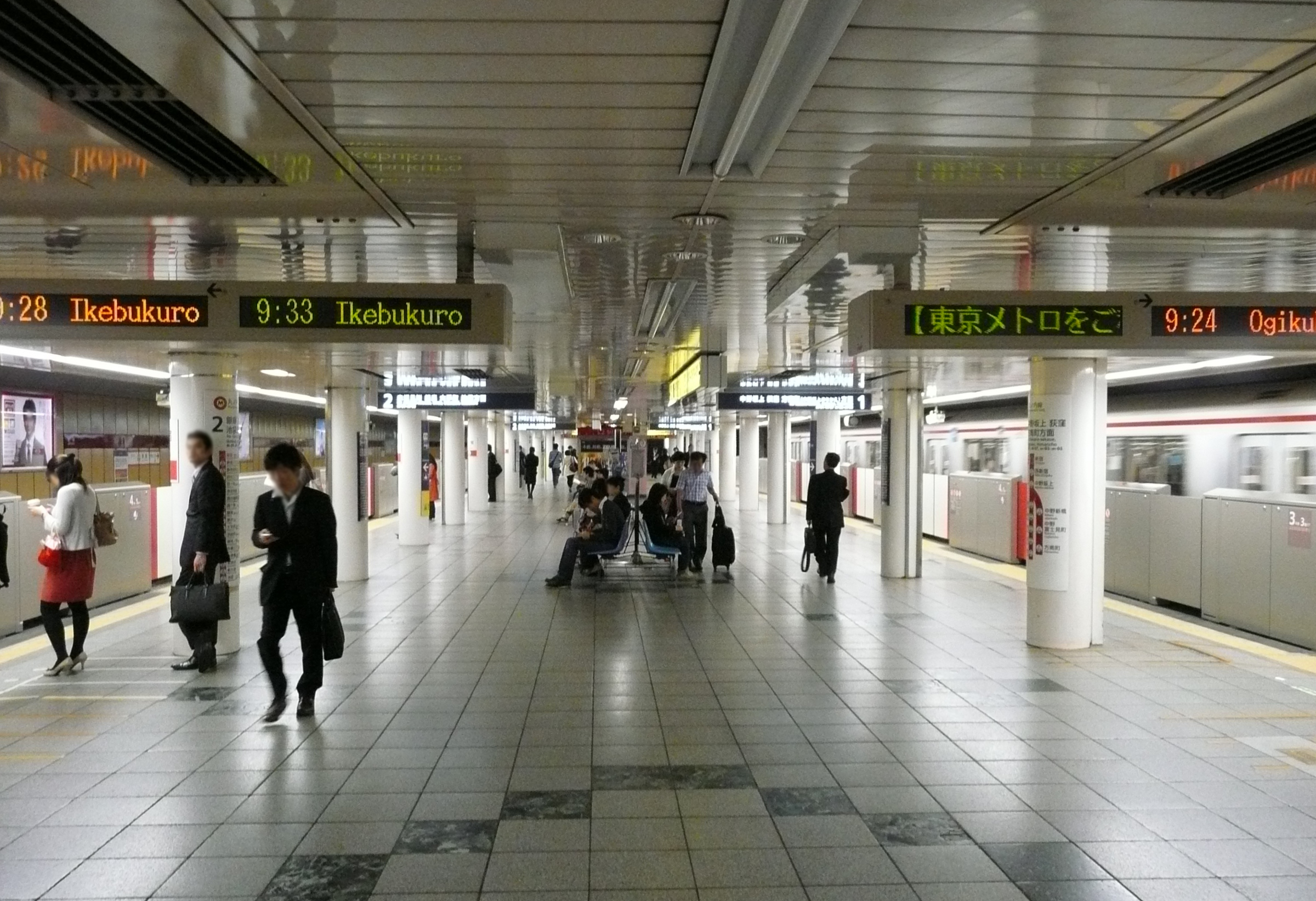
Bahnsteig der Marunouchi-Linie

Die beiden Bahnsteige der Ōedo-Linie von Toei erstrecken sich in Nord-Süd-Richtung südlich der Anlagen der Toei-Shinjuku-Linie und der Neuen Keiō-Linie. Sie befindet sich im siebten Untergeschoss.
(Durchgangsbahnhof)
| 6 | Ōedo-Linie | Roppongi • Daimon • Ryōgoku • Iidabashi • Tochōmae |
| 7 | Ōedo-Linie | Tochōmae • Nerima • Hikarigaoka                    |

### Tōkyō Metro
Die beiden unterirdischen Bahnsteige der Marunouchi-Linie von Tōkyō Metro verlaufen in Ost-West-Richtung nördlich der Anlagen von JR-East und Odakyū, direkt unter dem unterirdischen Einkaufszentrum Metro Promenade.
(Durchgangsbahnhof)
| 1 | Marunouchi-Linie | Ogikubo • Hōnanchō                     |
| 2 | Marunouchi-Linie | Yotsuya • Ginza • Ōtemachi • Ikebukuro |

## Linien
| Verlauf der Chūō-Schnellbahnlinie |
| --- |
| Tokyo –Kanda • Ochanomizu • Yotsuya • Shinjuku • Nakano • Kōenji • Asagaya • Ogikubo • Nishi-Ogikubo • Kichijōji • Mitaka • Musashi-Sakai • Higashi-Koganei • Musashi-Koganei • Kokubunji • Nishi-Kokubunji • Kunitachi • Tachikawa • Hino • Toyoda • Hachiōji • Nishi-Hachiōji • Takao |

| Verlauf der Chūō-Schnellbahnlinie |
| --- |
| Chiba • Nishi-Chiba • Inage • Shin-Kemigawa • Makuhari • Makuharihongō • Tsudanuma • Higashi-Funabashi • Funabashi • Nishi-Funabashi • Shimōsa-Nakayama • Moto-Yawata • Ichikawa • Koiwa • Shin-Koiwa • Hirai • Kameido • Kinshichō • Ryōgoku • Asakusabashi • Akihabara • Ochanomizu • Suidōbashi • Iidabashi • Ichigaya • Yotsuya • Shinanomachi • Sendagaya • Yoyogi • Shinjuku • Ōkubo • Higashi-Nakano • Nakano • Kōenji • Asagaya • Ogikubo • Nishi-Ogikubo • Kichijōji • Mitaka |

| Verlauf der Saikyō-Linie |
| --- |
| Ōsaki • Ebisu • Shibuya • Shinjuku • Ikebukuro • Itabashi • Jūjō • Akabane • Kita-Akabane • Ukima-Funado • Toda-Kōen • Toda • Kita-Toda • Musashi-Urawa • Naka-Urawa • Minami-Yono • Yonohommachi • Kita-Yono • Ōmiya |

| Verlauf der Shōnan-Shinjuku-Linie |
| --- |
| Ōmiya • Urawa • Akabane • Ikebukuro • Shinjuku • Shibuya • Ebisu • Ōsaki • Nishi-Ōi • Musashi-Kosugi • Shin-Kawasaki • Yokohama • Hodogaya • Higashi-Totsuka • Totsuka • Ōfuna • Kita-Kamakura • Kamakura • Zushi |

| Verlauf der Yamanote-Linie |
| --- |
| Shinagawa • Ōsaki • Gotanda • Meguro • Ebisu • Shibuya • Harajuku • Yoyogi • Shinjuku • Shin-Ōkubo • Takadanobaba • Mejiro • Ikebukuro • Ōtsuka • Sugamo • Komagome • Tabata • Nishi-Nippori • Nippori • Uguisudani • Ueno • Okachimachi • Akihabara • Kanda • Tokyo • Yūrakuchō • Shimbashi • Hamamatsuchō • Tamachi • Takanawa Gateway • Shinagawa |

| Verlauf der Keiō-Linie |
| --- |
| Shinjuku • Hatsudai • Hatagaya • Sasazuka • Daitabashi • Meidaimae • Shimo-Takaido • Sakurajōsui • Kami-Kitazawa • Hachimanyama • Roka-kōen • Chitose-Karasuyama • Sengawa • Tsutsujigaoka • Shibasaki • Kokuryō • Fuda • Chōfu • Nishi-Chōfu • Tobitakyū • Musashinodai • Tama-Reien • Higashi-Fuchū • Fuchū • Bubaigawara • Nakagawara • Seiseki-Sakuragaoka • Mogusaen • Takahatafudō • Minamidaira • Hirayamajōshi-kōen • Naganuma • Kitano • Keiō-Hachiōji |

| Verlauf der Odakyū Odawara-Linie |
| --- |
| Shinjuku • Minami-Shinjuku • Sangūbashi • Yoyogi-Hachiman • Yoyogi-Uehara • Higashi-Kitazawa • Shimo-Kitazawa • Setagaya-Daita • Umegaoka • Gōtokuji • Kyōdō • Chitose-Funabashi • Soshigaya-Ōkura • Seijōgakuen-mae • Kitami • Komae • Izumi-Tamagawa • Noborito • Mukōgaoka-Yūen • Ikuta • Yomiuriland-mae • Yurigaoka • Shin-Yurigaoka • Kakio • Tsurukawa • Tamagawagakuen-mae • Machida • Sagami-Ōno • Odakyū-Sagamihara • Sōbudai-mae • Zama • Ebina • Atsugi • Hon-Atsugi • Aikō-Ishida • Isehara • Tsurumaki-Onsen • Tōkaidaigaku-mae • Hadano • Shibusawa • Shin-Matsuda • Kaisei • Kayama • Tomizu • Hotaruda • Ashigara • Odawara |

## Geschichte

### Bescheidener Beginn
Der Name Shinjuku leitet sich von einer ehemaligen Poststation ab, die Ende des 17. Jahrhunderts an der Kōshū Kaidō errichtet worden war, einer der „fünf Hauptstraßen“ (Gokaidō) der Edo-Zeit. Darum herum entwickelte sich die Stadt Naitō-Shinjuku, die 1920 durch Eingemeindung in der Stadt Tokio aufging. Im damals noch eigenständigen Vorort eröffnete die Nippon Tetsudō, Japans erste private Bahngesellschaft, am 1. März 1885 den Bahnhof Shinjuku. Er lag an der Verbindungsstrecke zwischen dem Bahnhof Akabane an der Tōhoku-Hauptlinie und dem Bahnhof Shinagawa an der Tōkaidō-Hauptlinie; heute bildet diese Strecke einen Teil der Yamanote-Linie. Das erste, aus Holz errichtete Empfangsgebäude befand sich am Standort des heutigen Kaufhauses Lumine EST Shinjuku (nahe dem heutigen Ostausgang). Die Gegend rund um den Bahnhof lag etwas vom damaligen Stadtrand entfernt und in der Umgebung stand nur ein Teehaus. Entsprechend lag die Zahl der Fahrgäste lediglich bei rund 50 täglich, an Regentagen wurde der Bahnhof noch weniger frequentiert.
Die Bahngesellschaft Kōbu Tetsudō eröffnete am 11. April 1889 eine neue Strecke von Shinjuku nach Tachikawa und verlängerte sie vier Monate später nach Hachiōji; sie entspricht heute einem Teil der Chūō-Hauptlinie. Mit der Eröffnung des ostwärts führenden Abschnitts der Chūō-Hauptlinie nach Ushigome (heute Iidabashi) am 9. Oktober 1894 wurde Shinjuku zu einem Kreuzungsbahnhof. Im März 1906 wurden Umbauarbeiten abgeschlossen, die unter anderem eine Verlegung des Empfangsgebäudes umfassten. Es kam nun beim heutigen Südausgang unmittelbar an der Kōshū Kaidō zu stehen. Als Folge des vom Reichstag beschlossenen Eisenbahnverstaatlichungsgesetzes ging die Kōbu Tetsudō am 1. Oktober 1906 in staatlichen Besitz über, die Nippon Tetsudō einen Monat später. 1915 verlängerte die Keiō Dentetsu ihre Hauptstrecke (die heutige Keiō-Linie) von Westen her; sie reichte am 1. Mai zunächst zur straßenbahnähnlichen Haltestelle auf der Brücke vor dem Südausgang (Shinjuku-ekimae) und am 30. Mai etwa vierhundert Meter weiter zur Endstation Shinjuku Oiwake. Letztere wurde am 28. Oktober 1927 nach Keiō-Shinjuku verlegt und befand sich dort im ersten Stockwerk eines neu errichteten Büro- und Warenhausgebäudes.

### Rasanter Ausbau

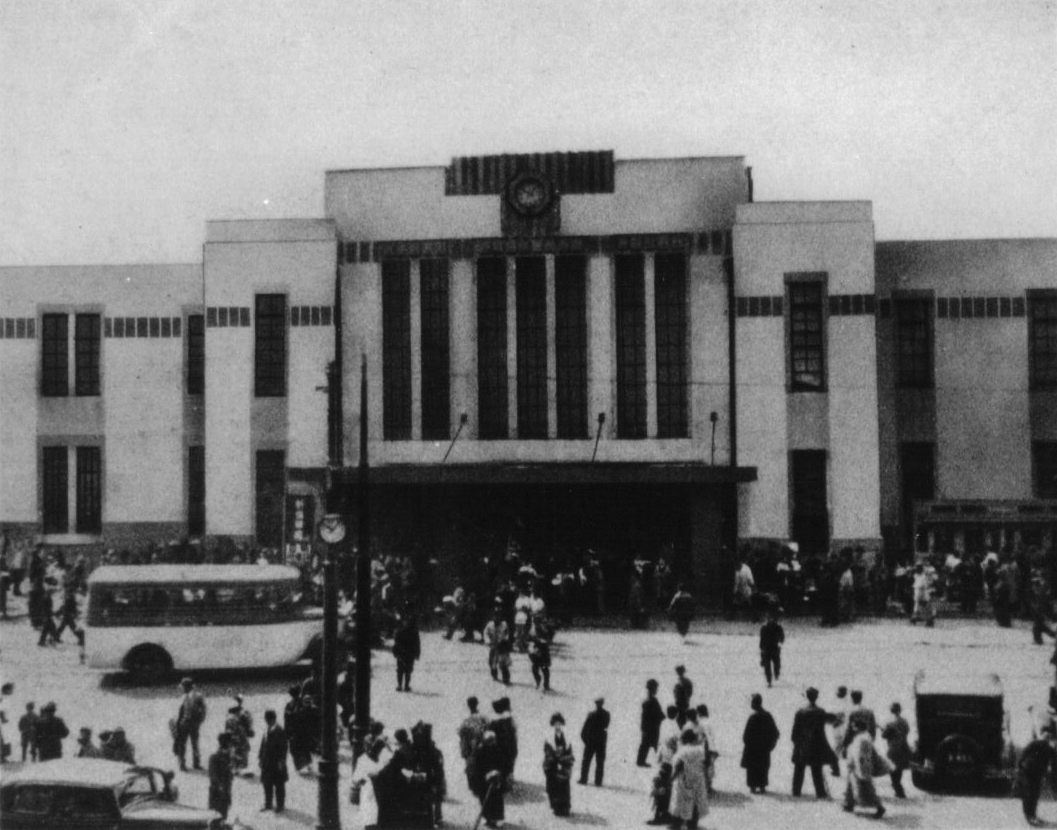
Bahnhof Shinjuku (1925)

Am 1. September 1923 verwüstete das Große Kanto-Erdbeben den zentralen Bereich von Tokio. Daraufhin zogen viele Menschen aus zerstörten Innenstadtvierteln wie Asakusa oder Ryōgoku auf das Musashino-Plateau und andere Gebiete im Westen Tokios, wo der Boden stabiler war und in kurzer Zeit mehrere neue Stadtteile entstanden. Entsprechend begannen sich die Fahrgastströme auf dramatische Weise zu verändern. Die Zahl der Fahrgäste, die den Bahnhof Shinjuku nutzten, stieg in der Folge rapide an. Um die plötzlich ansteigende Nachfrage zu bewältigen, eröffnete die städtische Straßenbahn noch im selben Jahr eine neue Linie zum Bahnhof. Das Eisenbahnministerium wiederum erweiterte 1924 die Gleisanlagen und ersetzte 1925 das bisherige Empfangsgebäude durch einen zweigeschossigen Stahlbetonbau. Die private Bahngesellschaft Odakyū Dentetsu nahm am 1. April 1927 die Odawara-Linie auf ihrer gesamten Länge bis nach Odawara in Betrieb. Sie erhielt einen eigenen Bahnhof, der an die Westseite des Bahnhofs der Staatsbahn angebaut war. Die neue Strecke erschloss Stadtteile und neu entstehende Vororte im Südwesten, wodurch Shinjuku noch im selben Jahr zum meistfrequentierten Bahnhof Japans aufstieg.
1933 entwarf der Stadtplaner Kenzaburō Kondo eine umfassende Neugestaltung des Bahnhofareals. Dazu gehörte unter anderem ein großer öffentlicher Platz an der Westseite, der 1941 fertiggestellt wurde. Kondos Plan sah auch vor, die Tōkyū Tōyoko-Linie zu einem neuen Tunnelendbahhof an der Westseite des Bahnhofs Shinjuku zu verlängern und eine unterirdische Ost-West-Linie zu bauen, die gemeinsam von der Seibu Tetsudō und der Teito Kōsokudo Kōtsū Eidan (Vorläufer von Tōkyō Metro) betrieben werden sollte. Außerdem sollten die Keiō- und Odakyū-Linien neue oberirdische Terminals westlich des Staatsbahnhofs nutzen. Diese Pläne mussten nach dem Ausbruch des Pazifikkriegs zurückgestellt werden, beeinflussten aber die weitere Entwicklung. Am 25. Mai 1945 richtete ein Luftangriff der United States Army Air Forces größere Schäden am Bahnhof an. Ein weiterer Luftangriff zerstörte ein Umspannwerk, worauf die Spannung abnahm und die Keiō-Züge nicht mehr in der Lage waren, die Rampe zur Brücke an der Südseite des Bahnhofs zu bewältigen. Aus diesem Grund mussten der Bahnhof Keiō-Shinjuku am 24. Juli 1945 stillgelegt und die Endstation der Keiō-Linie zum Westausgang verlegt werden (das dafür genutzte Grundstück war eigentlich für die Tōyoko-Linie vorgesehen gewesen).
Nach Kriegsende plante die Seibu Tetsudō, die Seibu Shinjuku-Linie von Takadanobaba bis zum Bahnhof Shinjuku zu verlängern. Sie nahm am 25. März 1952 den Bahnhof Seibu-Shinjuku in Betrieb, der vorerst nur als Provisorium gedacht war. Wegen Platzmangels zerschlugen sich jedoch die Pläne, die Strecke bis zum eigentlich geplanten Kopfbahnhof im späteren Einkaufszentrum Lumine EST Shinjuku weiterzuführen. Am 15. März 1959 erhielt Shinjuku einen Anschluss ans U-Bahn-Netz, durch die Verlängerung der Marunouchi-Linie von Kasumigaseki bis hierher. Knapp zwei Jahre lang war der Tunnelbahnhof die westliche Endstation, bis zur Eröffnung der Verlängerung nach Shin-Nakano und Nakano-fujimichō am 8. Februar 1961. Die Keiō-Linie stieß mittlerweile an ihre Kapazitätsgrenze, weshalb die Keiō Dentetsu den östlichsten Abschnitt durch eine unterirdische Streckenführung ersetzte und diese am 1. April 1963 zusammen mit einem Tunnelbahnhof in Shinjuku in Betrieb nahm. Am 17. Februar 1964 ergänzte die Odakyū Dentetsu ihren oberirdischen Kopfbahnhof um einen zusätzlichen Tunnelendbahnhof. Am 18. Mai desselben Jahres nahm die Japanische Staatsbahn das achtgeschossige Empfangsgebäude an der Ostseite in Betrieb, sechs Monate später folgte die Eröffnung des Kaufhauses Keiō Shinjuku. Die weitreichende Umgestaltung des Bahnhofareals hatte sich über mehrere Jahre hingezogen und war durch den Brand des südlichen Empfangsgebäudes an der Kōshu Kaidō am 7. Dezember 1961 zusätzlich erschwert worden; das Gebäude wurde daraufhin bis Dezember 1963 wiederaufgebaut. Im November 1967 stellte die Odakyū Dentetsu ein 14-geschossiges Gebäude über ihren beiden Kopfbahnhöfen fertig.

### Proteste und ergänzender Ausbau
Ein mit Kerosin beladener Güterzug, der für die US-Luftwaffenstützpunkte Tachikawa und Yokota bestimmt war, stieß am 8. August 1967 in Shinjuku mit einem anderen Güterzug zusammen und fing Feuer. Der Unfall lenkte die Aufmerksamkeit der Öffentlichkeit auf die Tatsache, dass japanische Züge für den Transport von Kriegsmaterial zur Unterstützung der US-Armee im Vietnamkrieg genutzt wurden, und machte insbesondere den Bahnhof Shinjuku zu einem der Brennpunkte der japanischen Studentenproteste. Am 8. Oktober 1968 besetzten sechs- bis achttausend Demonstranten den Bahnhof und versuchten, den Transport von Kerosin zu stoppen. Sie wurden jedoch von der Polizei mit Wasserwerfern und Tränengas zurückgedrängt. Knapp zwei Wochen später, am 21. Oktober, drangen rund 20.000 Demonstranten in den Bahnhof ein, brachten den Bahnbetrieb zum Erliegen und bewarfen die Polizisten mit Steinen vom Gleisbett; hinzu kamen etwa 60.000 Schaulustige. Rund 25.000 Polizisten wurden mobilisiert. Sie brachten die Lage in den frühen Morgenstunden des 22. Oktober wieder unter Kontrolle und verhafteten 743 Personen. Im Folgenden Frühjahr fanden in der westlichen Haupthalle flashmob-ähnliche Versammlungen statt, bei denen jeweils mehrere Tausend Menschen für rund eine Stunde zusammenkamen, um Folklieder zu singen und gegen den Vietnamkrieg zu protestieren. Schließlich verbot die Polizei am 28. Juni 1969 sämtliche Protestveranstaltungen. Am 21. Oktober 1969 versuchten Demonstrierende erneut, in den Bahnhof einzudringen. Sie konnten aber von der Polizei daran gehindert werden, worauf es in der Nachbarschaft zu Straßenschlachten kam.

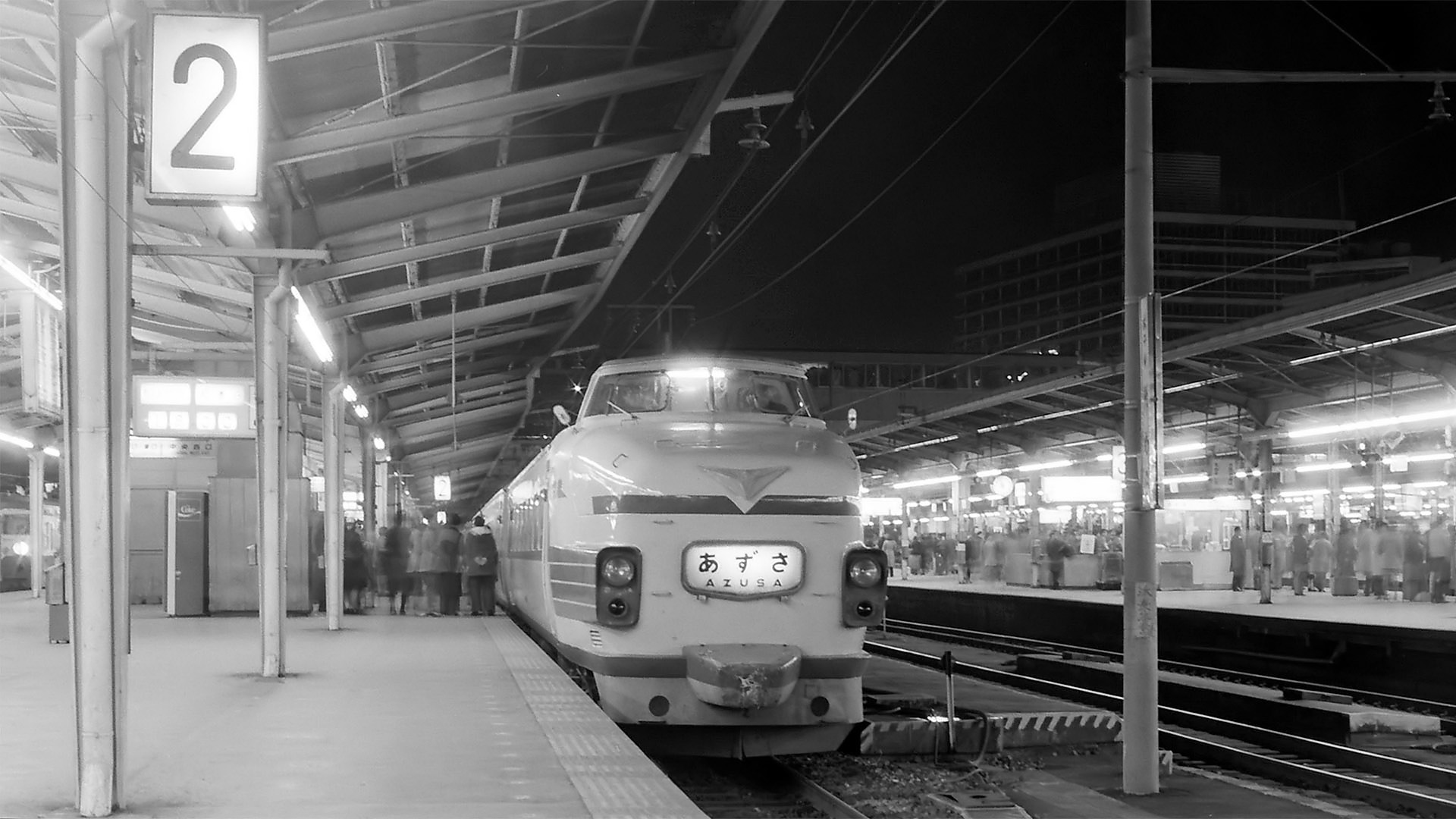
Schnellzug Azusa im Bahnhof Shinjuku (1975)

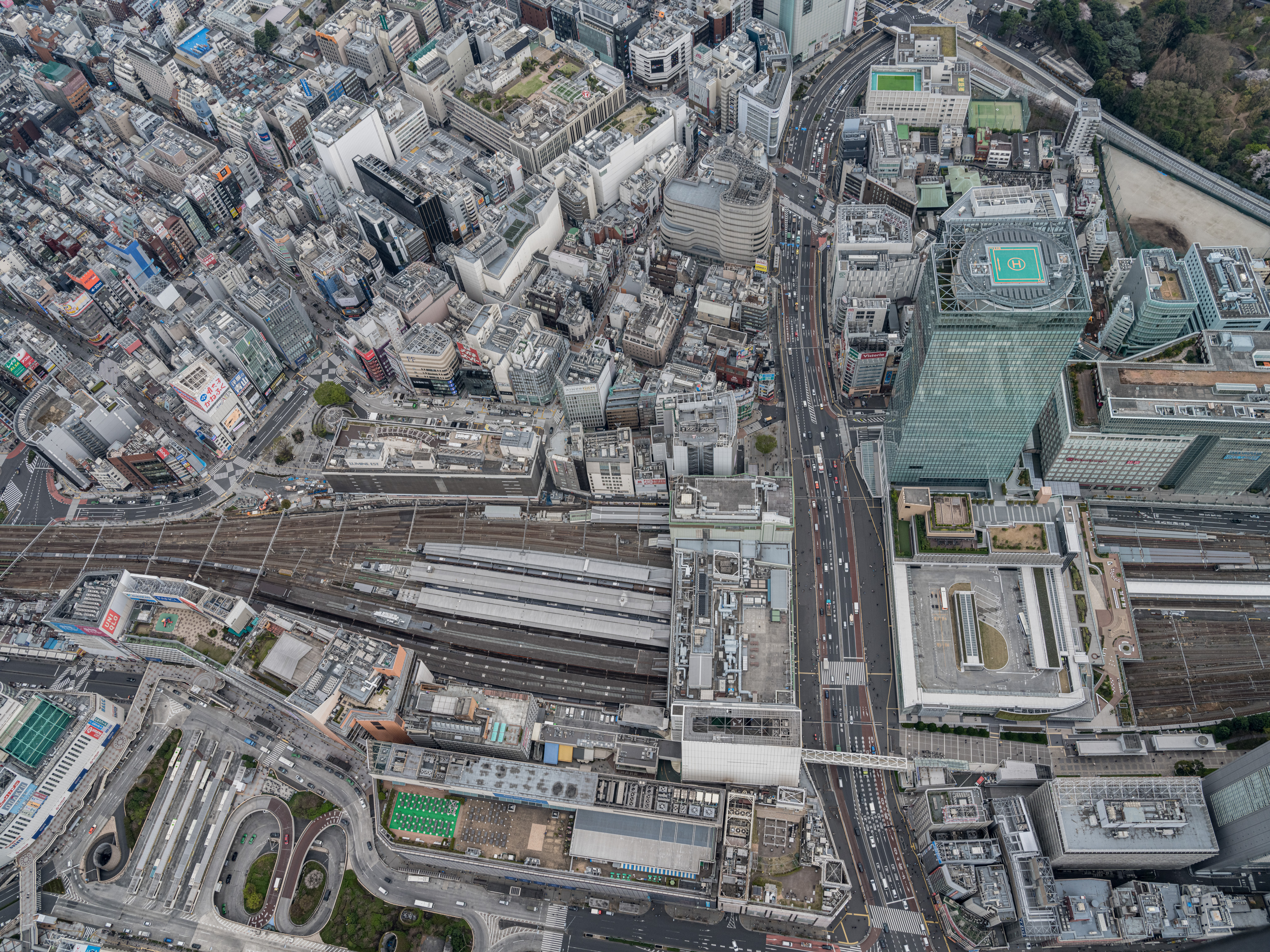
Luftansicht, von Westen her gesehen (März 2021)

Mit der Einstellung der letzten Linie verschwand die Straßenbahn im März 1970 aus Shinjuku. Nach mehrjährigen Umbauarbeiten wurde das südliche Empfangsgebäude der Staatsbahn im März 1976 wiedereröffnet; es beherbergt seither das Einkaufszentrum Shinjuku Lumine. Am Abend des 24. April 1973 legten Ausschreitungen von Tausenden Passagieren gegen das durch den Streik der Staatsbahngewerkschaft im Shuntō ausgelöste Verkehrschaos den gesamten Staatsbahnverkehr im Großraum Tokio bis zum nächsten Tag lahm. Es gab Pläne, Shinjuku an das Shinkansen-Netz anzubinden. Der heute noch gültige Shinkansen-Basisplan von 1973 legte fest, dass der Bahnhof die südliche Endstation der Jōetsu-Shinkansen nach Niigata sein sollte, um eine Konzentration im Bahnhof Tokio zu vermeiden. Obwohl der Bau der Verbindung Ōmiya–Shinjuku bis heute nie in Angriff genommen wurde und die Jōetsu-Shinkansen derzeit im Bahnhof Tokio endet, bleibt die Trasse parallel zur Yamanote-Linie – einschließlich eines Bereichs unter dem Bahnhof – reserviert.
Da die Keiō-Linie trotz des 1963 eröffneten Tunnelabschnitts nach wenigen Jahren bereits wieder an ihre Kapazitätsgrenzen stieß, entstand parallel dazu die Neue Keiō-Linie nach Sasazuka mit einem zusätzlichen Tunnelbahnhof in Shinjuku, die beide ihren Betrieb am 31. Oktober 1978 aufnahmen. Wenige Tage später öffnete das neue östliche Staatsbahn-Empfangsgebäude seine Tore. Es hieß zunächst Shinjuku My City, später Lumine EST Shinjuku. Die Eröffnung des Abschnitts Shinjuku–Iwamotochō ermöglichte ab dem 16. März 1980 die Verknüpfung der Neuen Keiō-Linie mit der Toei Shinjuku-Linie der U-Bahn. Aus Rationalisierungsgründen stellte die Staatsbahn am 1. Februar 1984 den Güterumschlag ein und am 1. April 1987 ging der staatliche Teil des Bahnhof im Rahmen der Staatsbahnprivatisierung in den Besitz der neuen Gesellschaft JR East über.
Am 5. Mai 1995 versuchte ein Mitglied der Weltuntergangssekte Ōmu Shinrikyō einen chemischen Terroranschlag zu verüben, indem er in einer Toilette einen Zyanidgas-Behälter entzündete. Dieser Vorfall ereignete sich nur wenige Wochen nach dem Sarin-Anschlag auf die Tokioter U-Bahn, bei dem 13 Menschen getötet und über 6000 Menschen verletzt worden waren. Dieses Mal konnte der Anschlag durch das Bahnhofspersonal vereitelt werden, indem es den brennenden Behälter löschte. Eine dritte U-Bahn-Linie, die Ōedo-Linie, erreichte mit der Eröffnung des von Nerima her kommenden Abschnitts den Bahnhof Shinjuku; ab dem 20. April 2000 führte sie weiter nach Kokuritsu-kyōgijō. Von 2004 bis 2010 erforderte die Erneuerung der an der Südseite gelegenen Kōshu-Kaidō-Brücke umfangreiche Umbauarbeiten an den Bahnsteigen von JR East. Am 19. Juli 2020 eröffnete JR East eine neue, 25 Meter breite Ost-West-Passage. Dadurch müssen Fußgänger nicht mehr zwingend eine der Bahnsteigsperren passieren; ebenso schafft der Durchgang die Voraussetzungen für einen reibungslosen Betrieb während der geplanten Komplettsanierung des Bahnhofs, die bis etwa 2040 dauern soll.

## Doppelter Halt
Die Größe des Bahnhofs Shinjuku hatte schon bei zwei Linien zur Folge, dass die Züge innerhalb des Bahnhofs an zwei verschiedenen Punkten halten, so dass man quasi mit dem Zug von einem Punkt des Bahnhofs zum anderen fahren kann.
Vor dem Zweiten Weltkrieg besaß die Yamanote-Linie zwei Haltepunkte auf dem gleichen Bahnsteig, die rund 200 Meter voneinander entfernt lagen. Dadurch konnten Pendler näher an ihrem jeweiligen Zielausgang aussteigen. Heute sind die Yamanote-Züge der JR-Baureihe E235 alleine schon mit elf Wagen etwas länger als 200 Meter, so dass eine solche Lösung (mehrmaliges Halten auf dem gleichen Bahnsteig) einen ungewöhnlich langen Bahnsteig voraussetzen würde. Da in Japan Züge zentimetergenau halten, gibt es allerdings Prospekte, die für jeden einzelnen Bahnhof der inneren Stadtbezirke genau mitteilen, welcher Wagen in der Nähe welchen Ausgangs hält; viele Fahrgäste informieren sich darin vorher und steigen entsprechende in den Wagen, der dem Zielausgang am nächsten ist.
Die Ōedo-Linie hat seit Dezember 2000 zwei verschiedene U-Bahnhöfe unter dem Bahnhof Shinjuku namens Shinjuku (im Süden) und Shinjuku-Nishiguchi (im Norden). Als unechte Ringlinie führt die Ōedo-Linie von Nordwesten über den Bahnhof Tochōmae und Shinjuku gegen den Uhrzeigersinn um das Zentrum. Nach der Station Shinjuku-Nishiguchi trifft sie ihre eigene Strecke in Tochōmae. Beide U-Bahnhöfe sind getrennt, sodass man Fahrkarten zum jeweils anderen U-Bahnhof kaufen kann. Von den anderen Linien aus führen Hinweisschilder zu beiden Ōedo-U-Bahnhöfen, was vor allem Touristen verwirrt, da beide das Wort „Shinjuku“ im Namen tragen.